# Himmelfahrtsmadonna

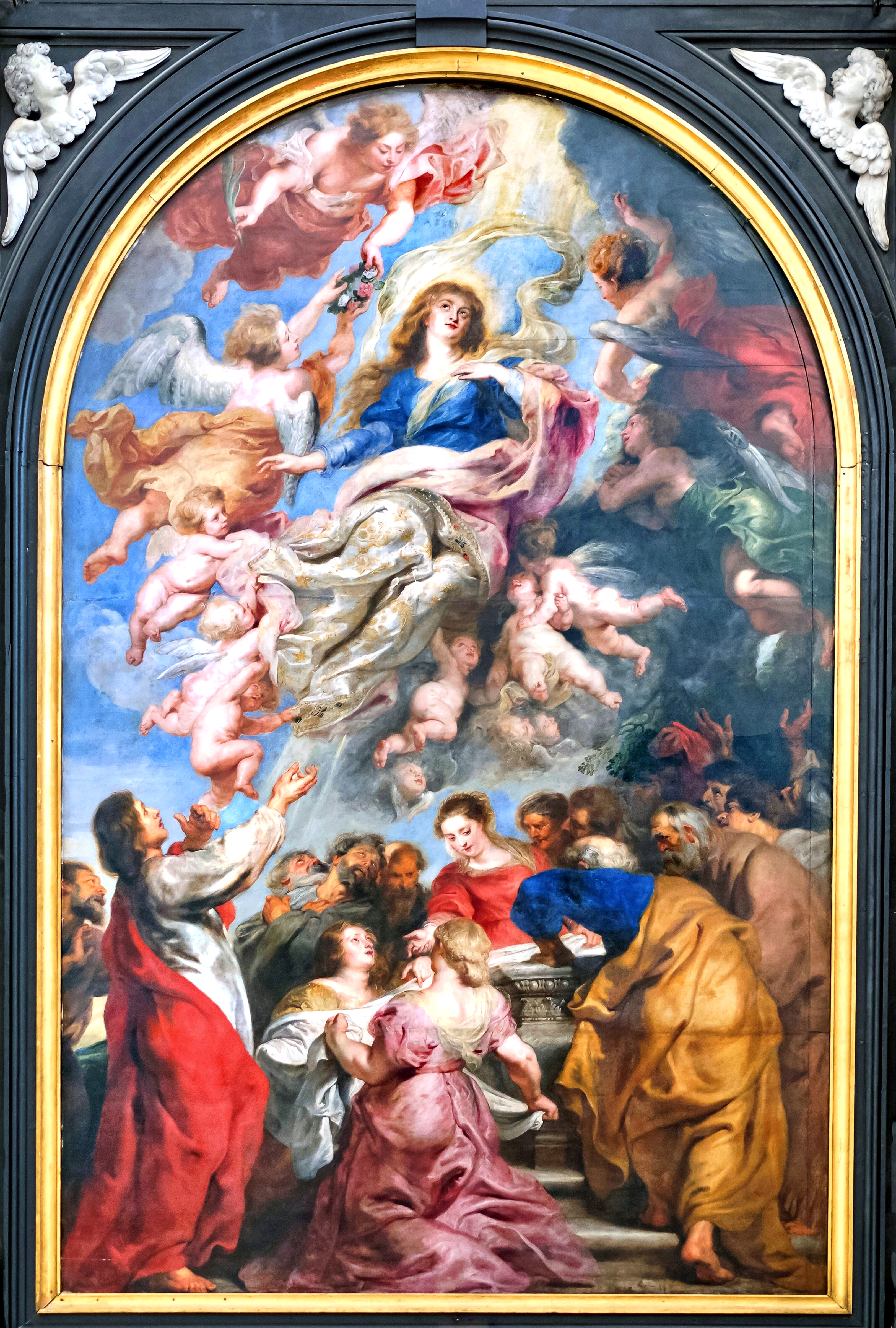
Mariä Himmelfahrt von Peter Paul Rubens, 1626, Kathedrale Unserer Lieben Frau in Antwerpen

Die Himmelfahrtsmadonna ist ein ikonographischer Typus der Darstellung von Maria, der Mutter von Jesus von Nazaret („Madonna“), die ihre Aufnahme in den Himmel nach ihrem Tod zeigt.

## Hintergrund
Mariä Himmelfahrt hat keine Grundlage im Neuen Testament, taucht aber in den apokryphen Schriften des dritten und vierten Jahrhunderts auf. Um 1000 war sie in der Westkirche allgemein anerkannt, auch wenn sie nicht formal in der Lehre eingebunden war. Das Hochfest wird im katholischen Kirchenjahr am 15. August gefeiert. Erst 1950 wurde die Leibliche Aufnahme Mariens in den Himmel durch Papst Pius XII. in der Lehrschrift Munificentissimus Deus als Dogma festgelegt. In der abendländischen christlichen Kunst wurde es ab dem 12. Jahrhundert zu einem beliebten Motiv, zusammen mit anderen erzählenden Szenen aus dem Leben von Maria von ihrer Zeugung, der Geburt Jesu, der sieben Schmerzen Mariens und dem Tod bis hin zur Krönung Mariens. Diese „marianischen“ Themen wurden besonders vom Zisterzienserorden und dem heiligen Bernhard von Clairvaux (ca. 1090 bis 1153) gefördert.

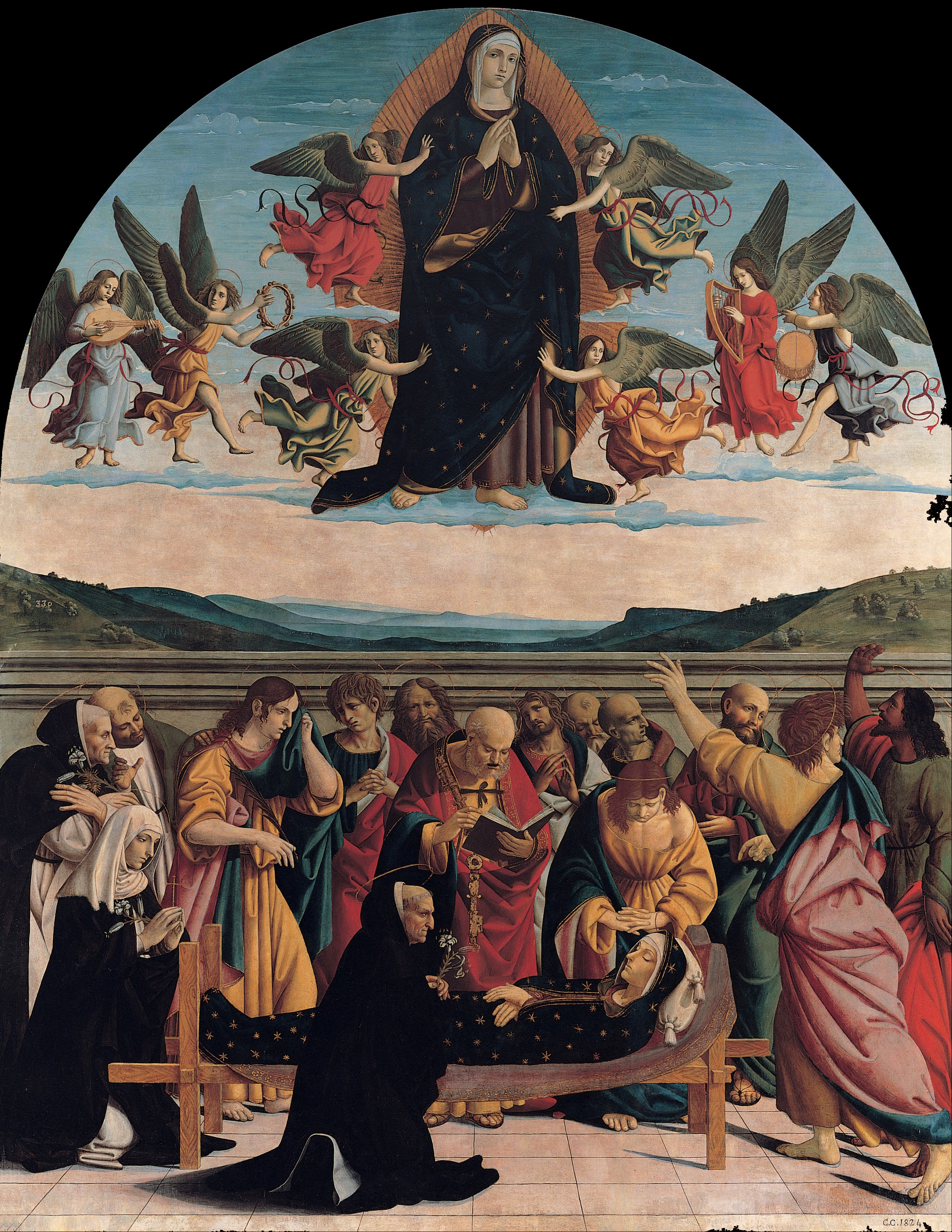
Der Tod der Jungfrau und die Aufnahme in den Himmel von Nicola Filotesio, 1515–16

Literarische Berichte mit mehr Details, wie die Anwesenheit der Apostel, erschienen in spätmittelalterlichen Werken wie der Legenda aurea, und wurden von Künstlern aufgenommen und umgesetzt. Nach der Reformation wurde das Motiv der Himmelfahrtsmadonna zur Stärkung katholischer Positionen eingesetzt, die von den Protestanten abgelehnt wurden.

## Ikonographische Details
Normalerweise wird die Jungfrau Maria von Engeln begleitet oder getragen, in orthodoxen Ikonen übernimmt Christus diese Funktion. Sie steigt passiv in den Himmel auf, wo sie von Christus gekrönt werden soll, während die Apostel unten auf der Erde ihr leeres Grab umringen und ehrfürchtig nach oben blicken. Gott Vater oder Christus (wie in der orthodoxen Dormition) kann im Himmel darüber zu sehen sein. Maria kann mit einer mandelförmigen Mandorla umgeben sein. In mittelalterlichen Darstellungen sind ihre Hände gewöhnlich zum Gebet gefaltet, später können sie aber auch weit geöffnet sein, wenn sie nach oben blickt, wie in Tizians höchst einflussreichem Altarbild für die Frari-Kirche in Venedig (1515–1518), das die zuvor sittsamen Apostel in Aufruhr versetzt darstellte. Beispiele sind Werke von El Greco, Rubens, Annibale Carracci und Nicolas Poussin, wobei letzterer die Apostel durch Putten ersetzt, die Blumen in das Grab werfen.
Einige Versionen zeigen, wie Maria ihren Gürtel, den sogenannten Thomasgürtel, dem Apostel Thomas, bekannt durch seine anfänglichen Zweifel an der Auferstehung Jesu, beim Aufstehen zufallen lässt, um ihm einen greifbaren Beweis für das Gesehene zu geben, da er zuvor wieder skeptisch war. In einer Miniatur des Meisters Jakobs IV. von Schottland (1510er Jahre) übergibt ein Engel ihn an Thomas. Hier gibt es auch die ungewöhnliche Abbildung eines Leichenzuges mit den Aposteln.

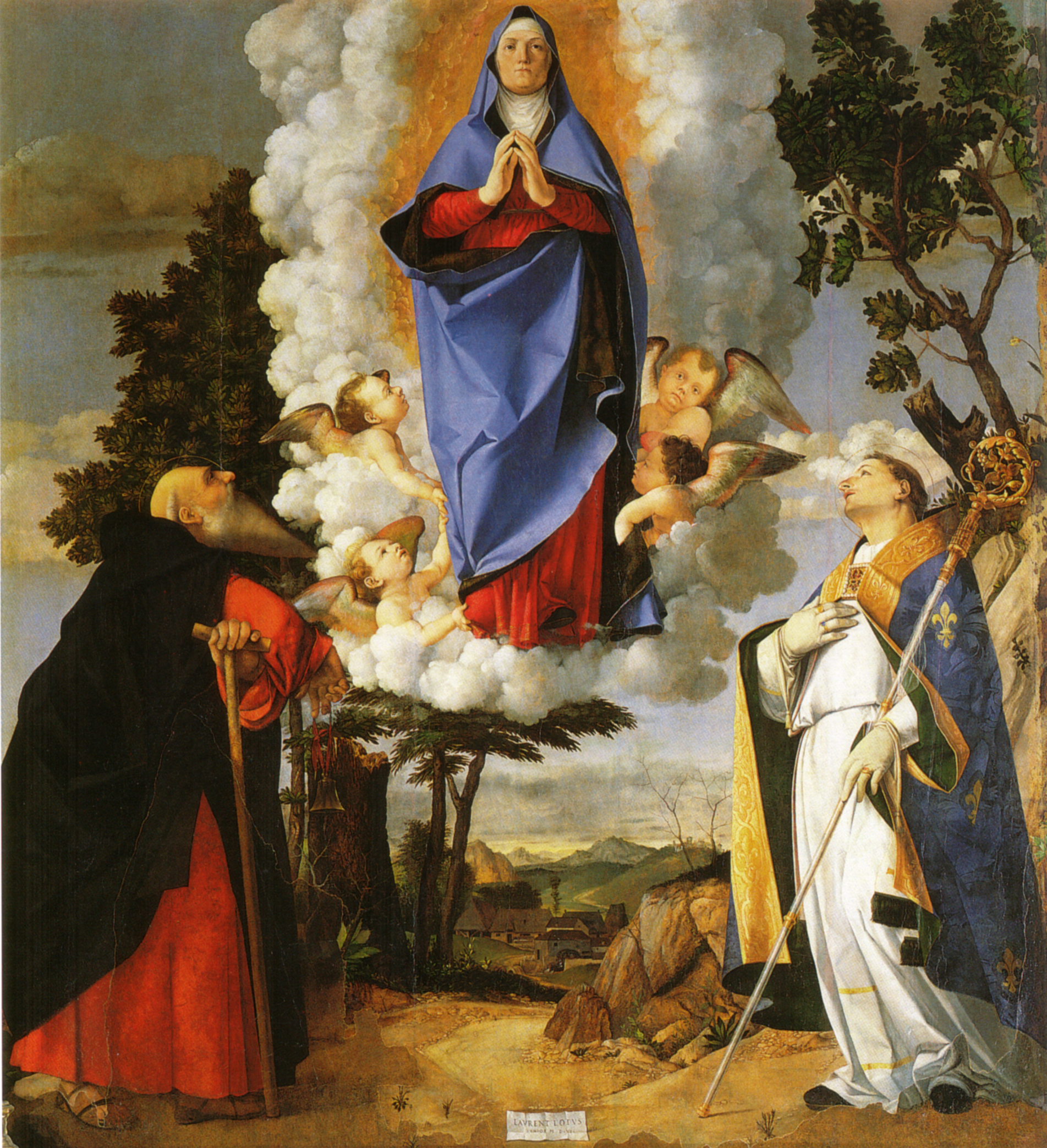
Aufnahme Mariens in den Himmel mit den Heiligen Antonius und Ludwig von Toulouse von Lorenzo Lotto, 1505

Rubens stellte zwei Frauen dar, bei denen es sich vielleicht um Martha und Maria handelt, die neben dem Sarkophag knien oder sich über ihn beugen. Nachdem sie das Leichentuch offenbar entfaltet haben, halten sie es in der Regel und sammeln die darin befindlichen Rosen ein. Dieses Motiv wurde häufig von späteren flämischen Künstlern aufgegriffen.
Obwohl das Alter Marias bei ihrem Tod im Neuen Testament nicht angegeben wird, war sie nach den Evangelien mindestens in den Vierzigern, die Legenda aurea gibt ihr Sterbealter mit zweiundsechzig oder zweiundsiebzig an. In Gemälden der Kreuzigung Jesu und der folgenden Ereignisse wird sie normalerweise als ziemlich alte Frau dargestellt. Die meisten Himmelfahrten geben ihr jedoch ein jugendliches oder reifes Aussehen, mit Ausnahmen wie der Panciatichi-Himmelfahrt von Andrea del Sarto, die um 1522–23 entstand. Im Gegensatz dazu werden die Apostel sehr oft als alte Männer dargestellt, wobei nur der jüngste, der heilige Johannes, in seinen besten Jahren ist. Ab dem späten 16. Jahrhundert zeigen einige Bilder eine intimere Darstellung in der sogenannten Sacra Conversazione, bei der wechselnde ausgewählte Heilige die Schar der Apostel ersetzen und Maria oft nicht weit über ihnen schwebt.

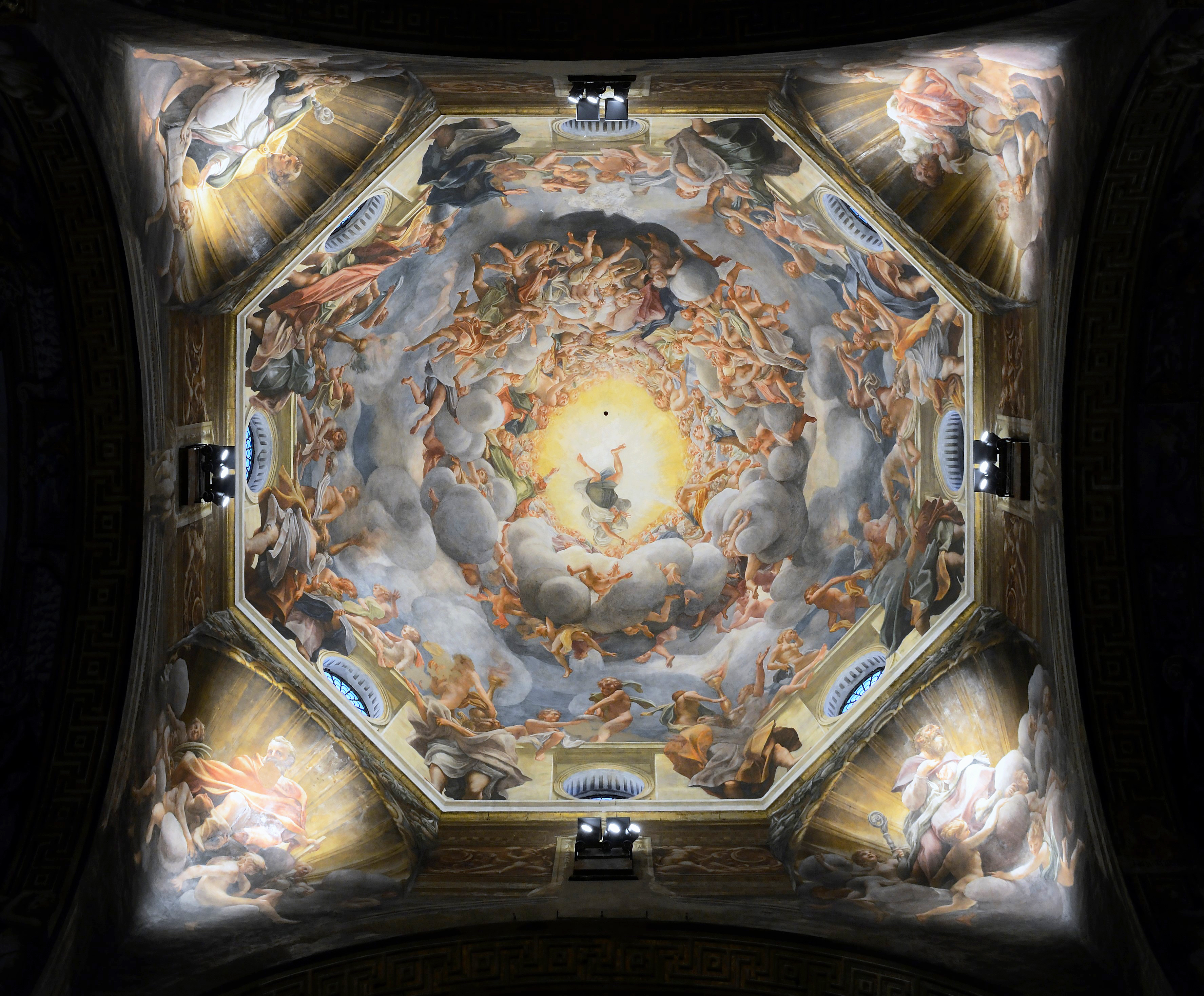
Aufnahme der Jungfrau in den Himmel von Antonio da Correggio, 1526–1530, Fresko in der Kathedrale von Parma

Die westliche christliche Kunst sah den Tod Mariens als Ausgangspunkt der Himmelfahrt, während man in der östlichen, orthodoxen Kunst von der Entschlafung der Theotokos [Gottesgebärerin] sprach. Die meisten Darstellungen zeigen sie im Bett liegend, umgeben von den Zwölf Aposteln, die auf wundersame Weise von ihrer weit verstreuten Missionstätigkeit zurückgekehrt waren, um bei ihrem Tod anwesend zu sein, wie es die Legenda aurea berichtete. Die Überlieferung machte keine Aussage darüber, ob Maria lebendig oder tot war, als sie körperlich in den Himmel aufgenommen wurde, in der Kunst wird sie normalerweise lebendig dargestellt.
Die Darstellung von Mariä Himmelfahrt eignete sich gut für illusionistische Deckengemälde und wurde erstmals 1526–1530 von Antonio da Correggio in der Kathedrale von Parma verwendet. Die erste Barockdecke wurde 1625–1627 von Giovanni Lanfranco in Sant’Andrea della Valle in Rom geschaffen.

## Ausgewählte Werke
- Heller-Altar von Albrecht Dürer, 1507–1509, heute aufgeteilt auf mehrere Museen in Frankfurt und Karlsruhe
- Mariä Himmelfahrt (Tizian) von Tizian, 1515–1518, Santa Maria Gloriosa dei Frari in Venedig
- Prozessionsfahne I (Squiffiec)

## Galerie

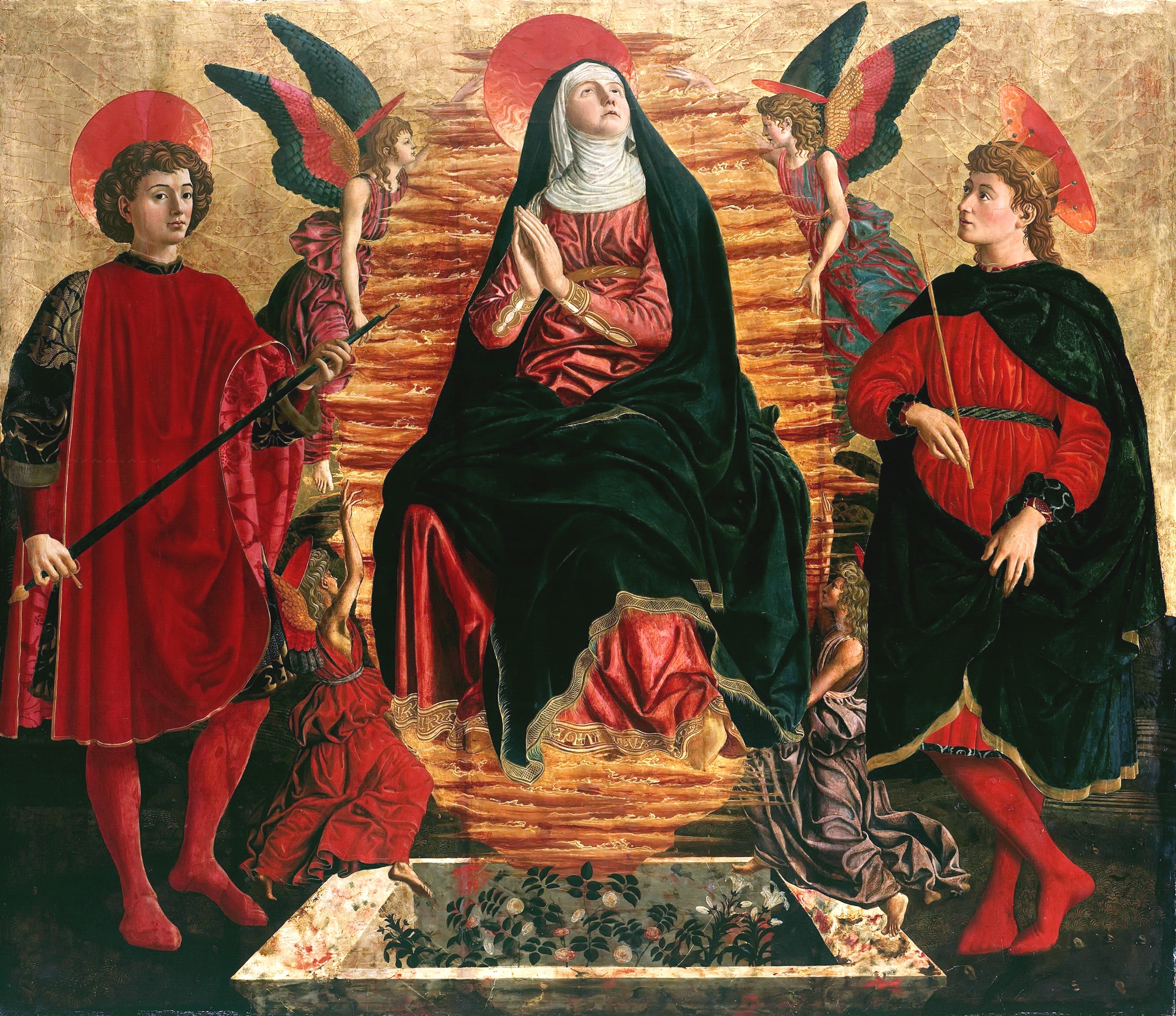
Himmelfahrtsmadonna mit St Minias and St Julian von Andrea del Castagno, 1449–50, in der Gemäldegalerie (Berlin)
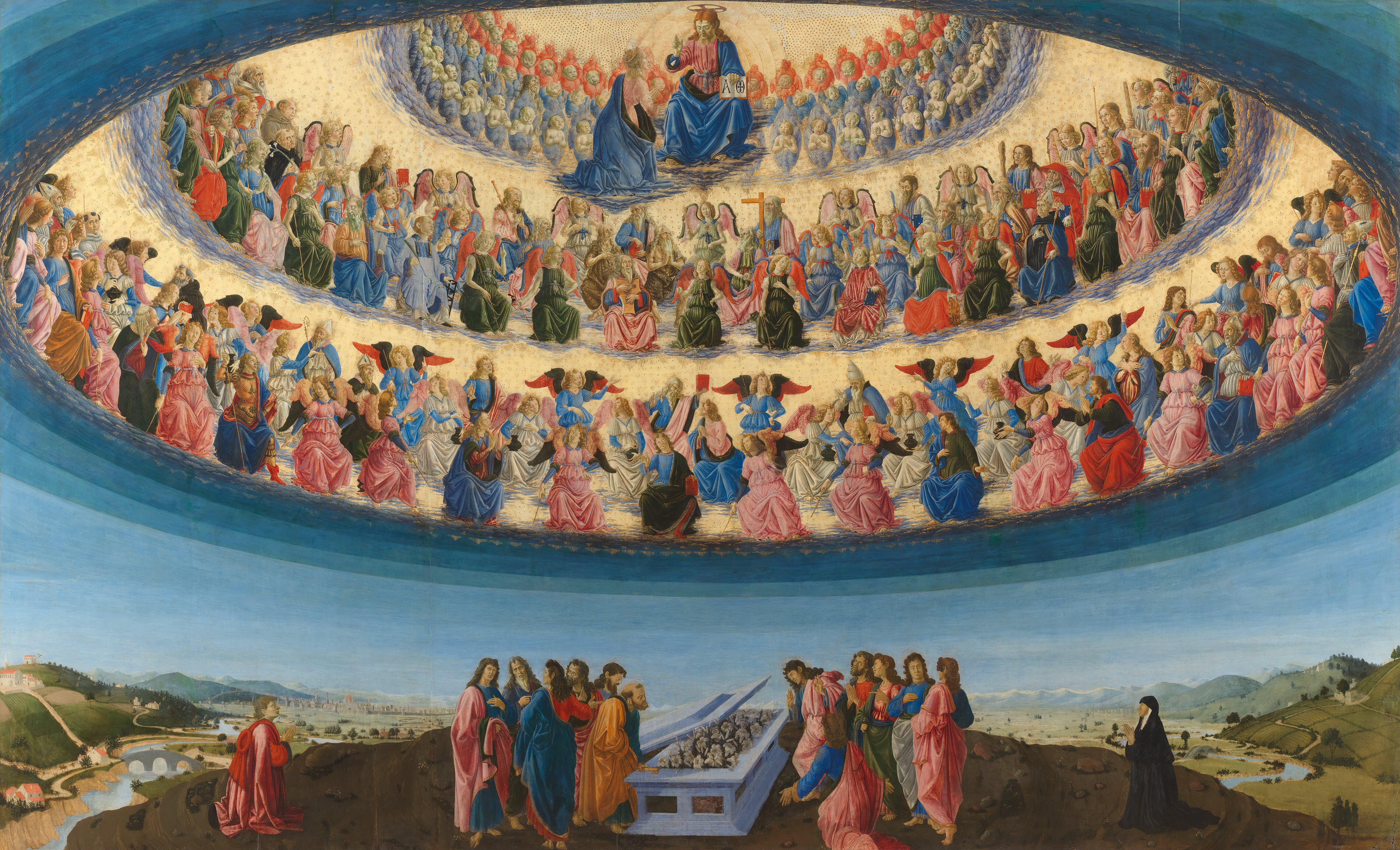
Assunta von Francesco Botticini 1475–76, National Gallery (London)
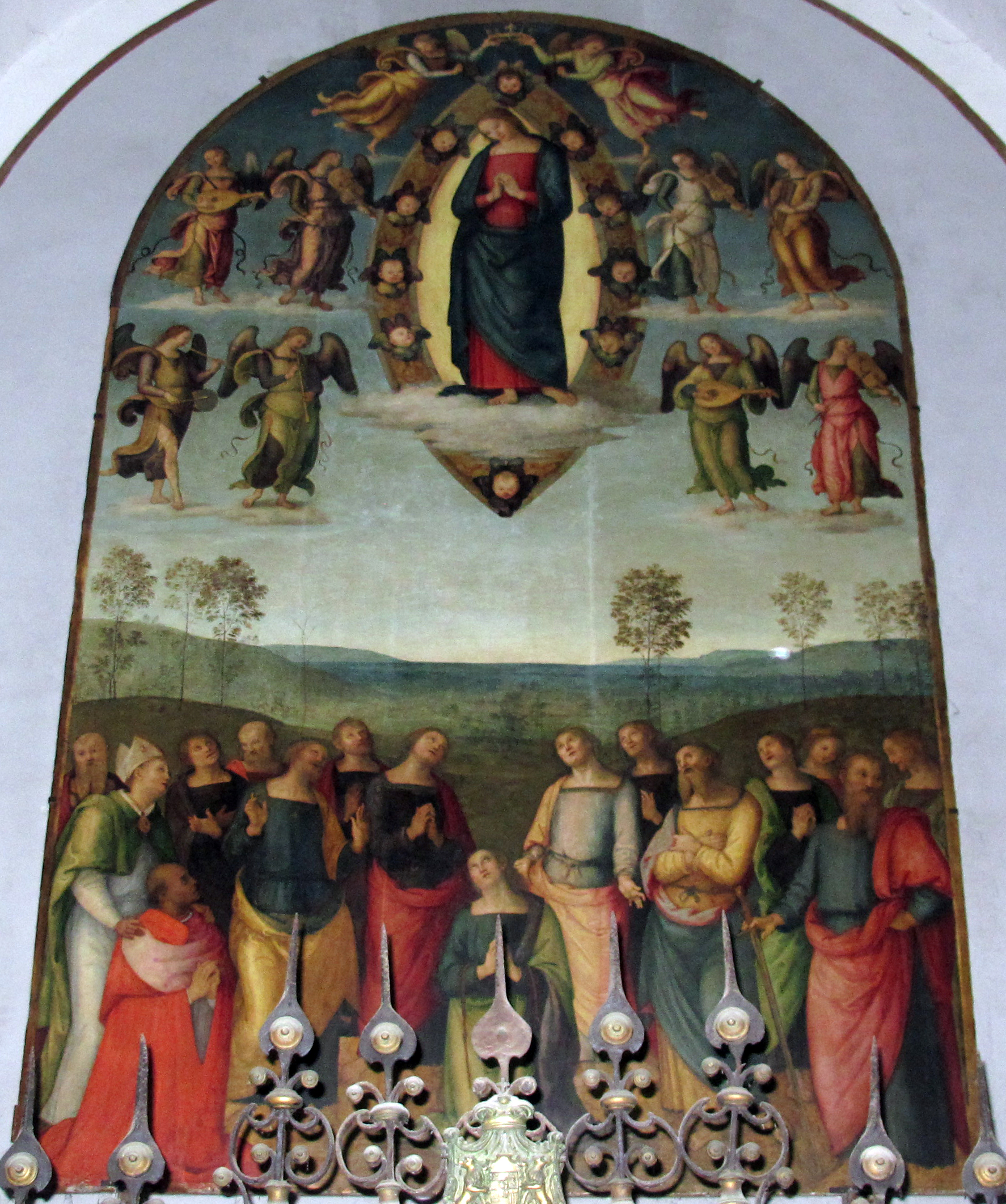
Assunta von Perugino, 1506, Seripandi-Kapelle der Kathedrale von Neapel
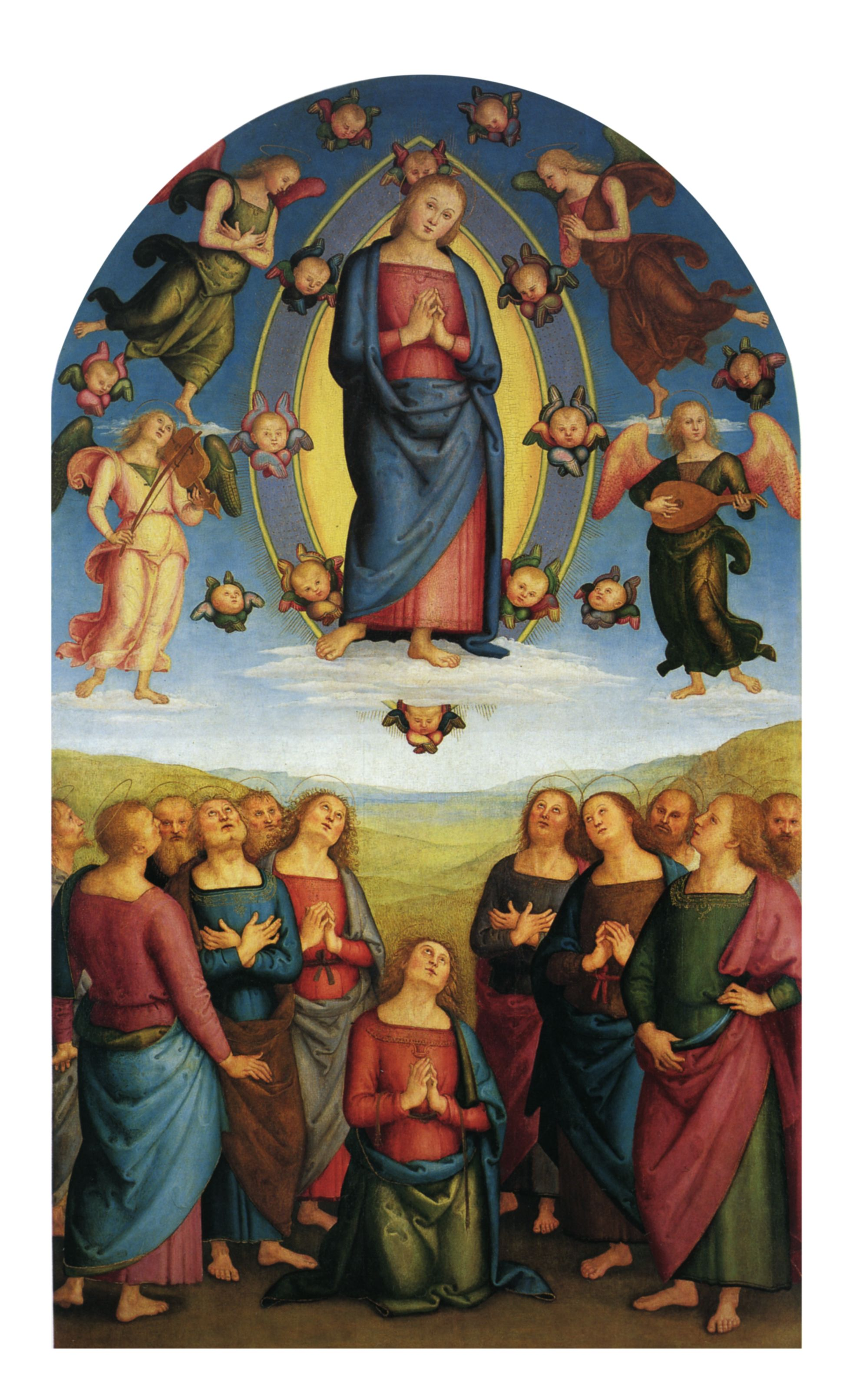
Corciano-Altar von Perugino, 1513, in der Chiesa Santa Maria in Corciano
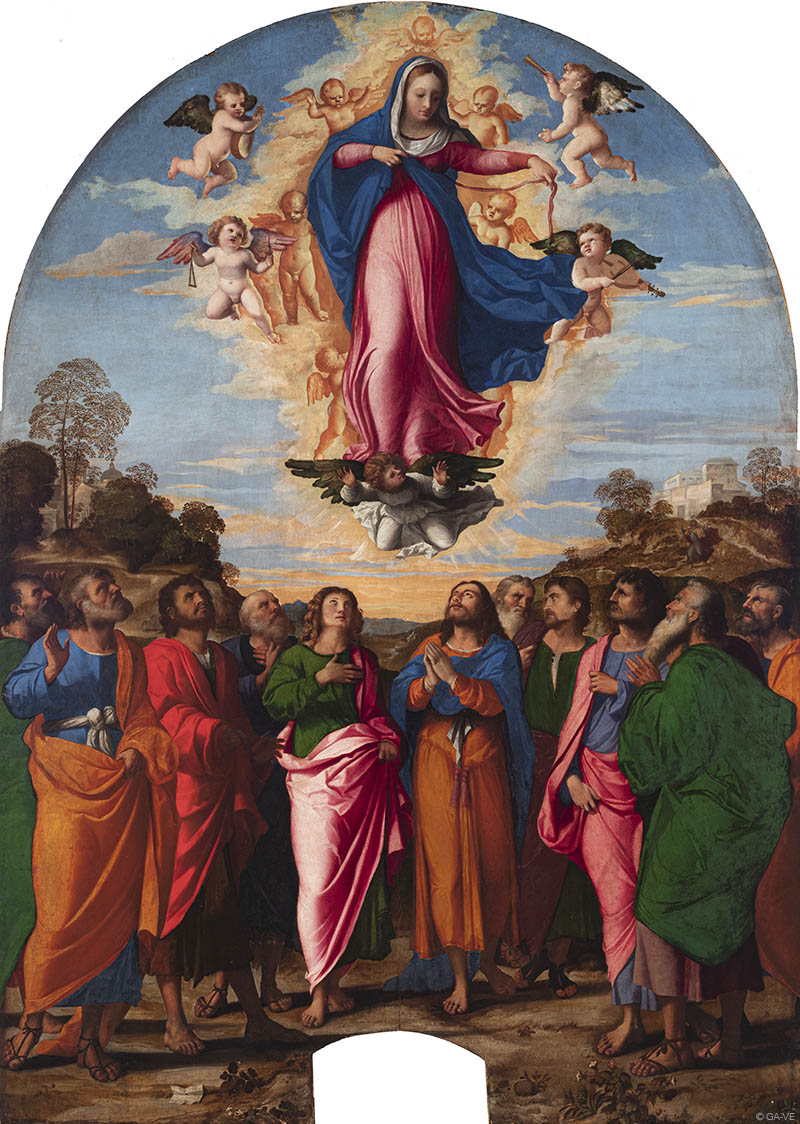
Assunta von Palma Vecchio, 1513, in der Galleria dell’Accademia in Venedig
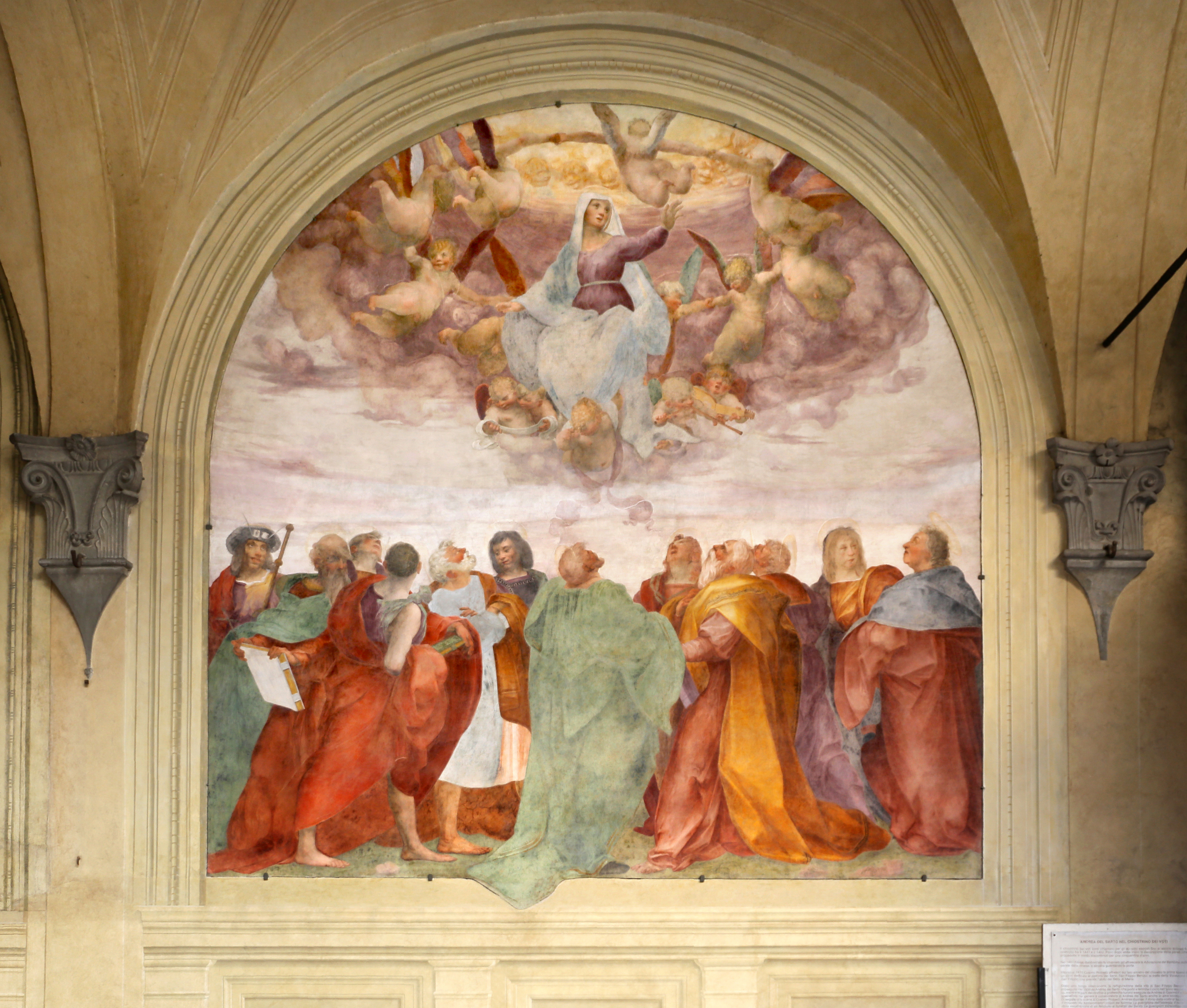
Assunta von Rosso Fiorentino, 1513/14, Fresko im Chiostro dei Voti of the Basilica della Santissima Annunziata in Florenz
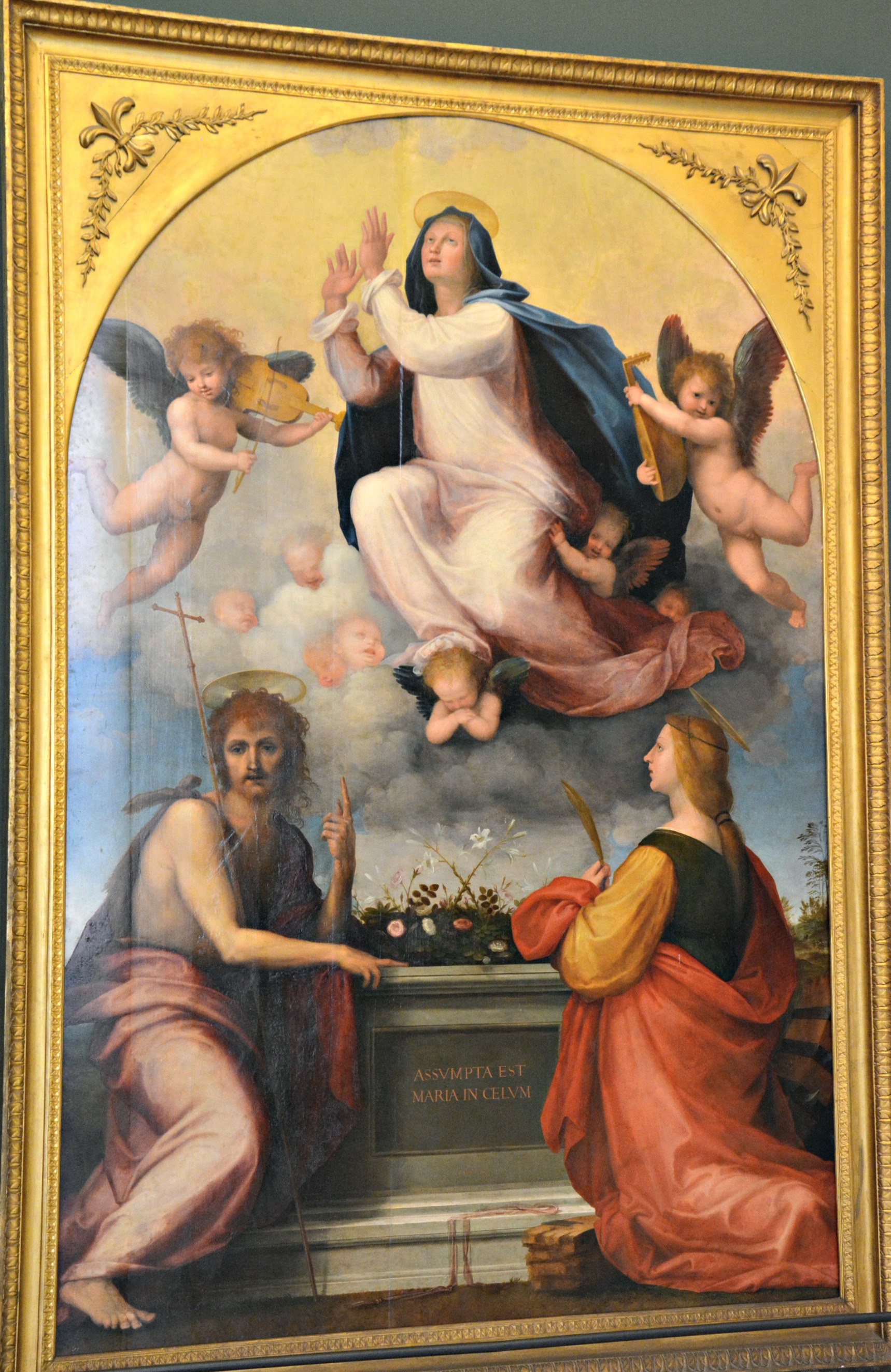
Mariä Himmelfahrt mit Johannes dem Täufer und Katharina von Alexandrien von Fra Bartolomeo, ca. 1516, National Museum of Capodimonte in Neapel
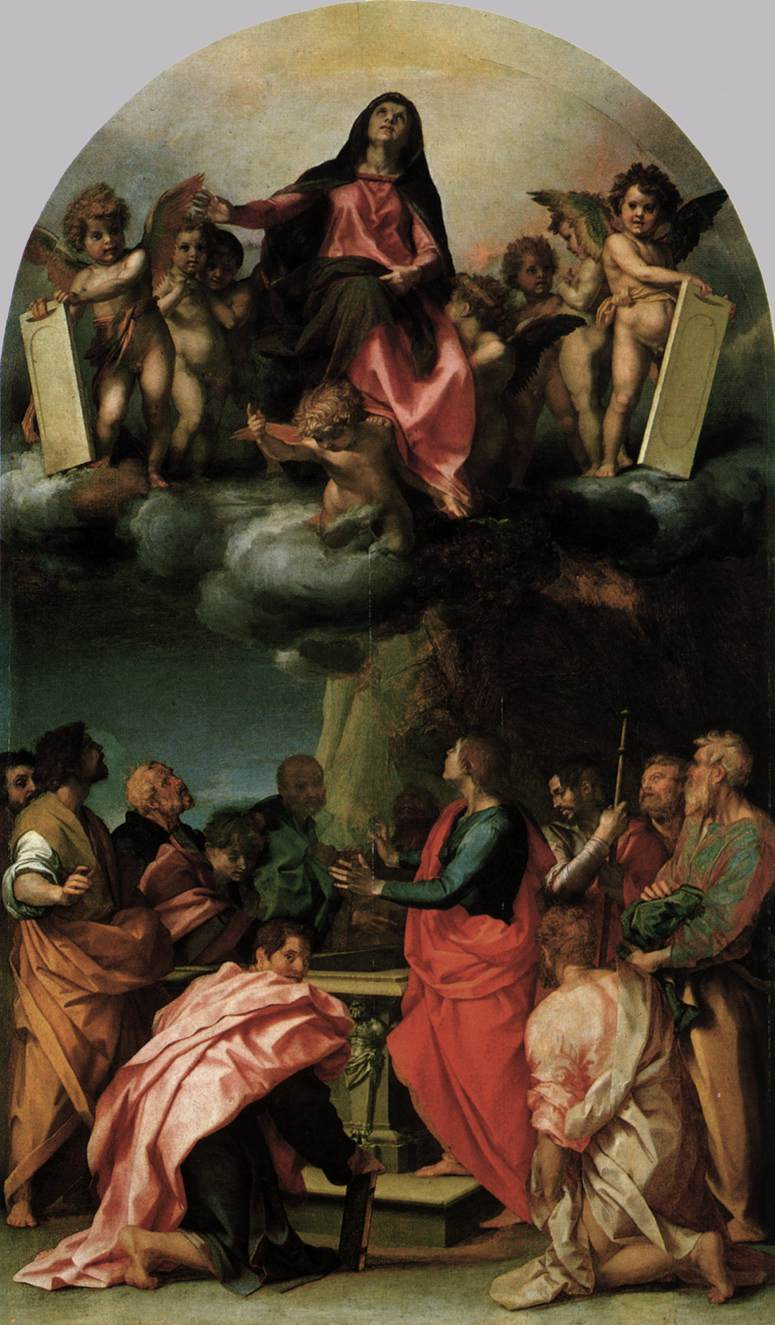
Assunta Panciatichi von Andrea del Sarto, ca. 1522–1523, Palazzo Pitti, Florenz
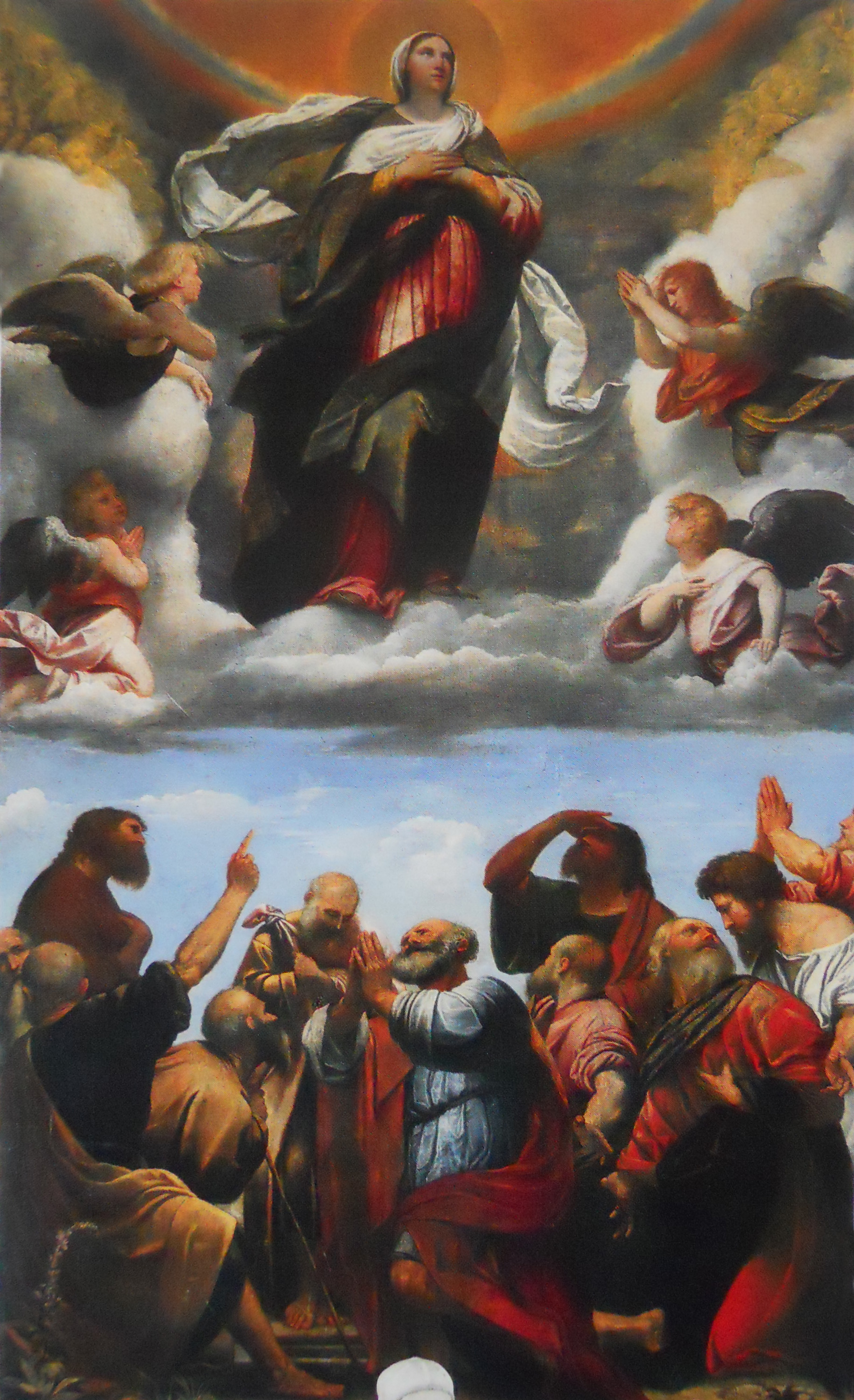
Assunta von Moretto da Brescia, 1524–1526, Santa Maria Assunta (Brescia)
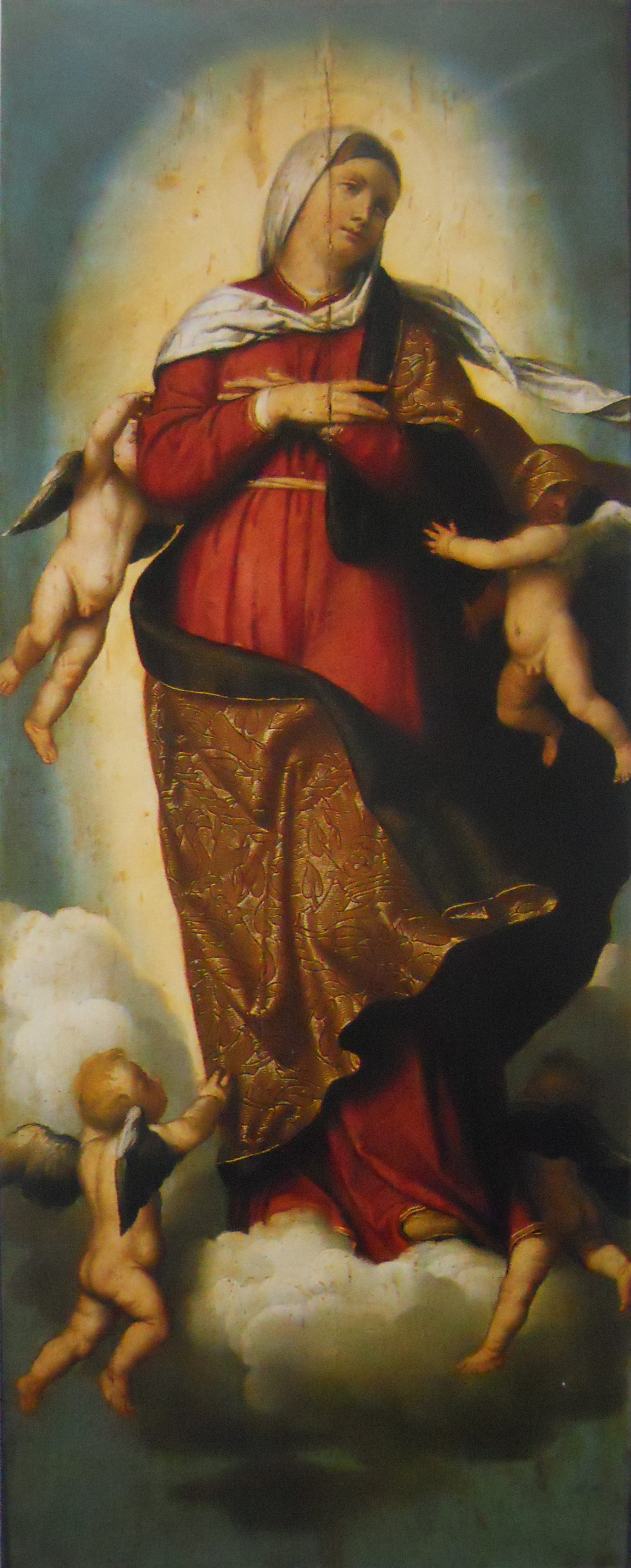
Assunta von Moretto da Brescia, 1529–30, Pinacoteca di Brera in Mailand
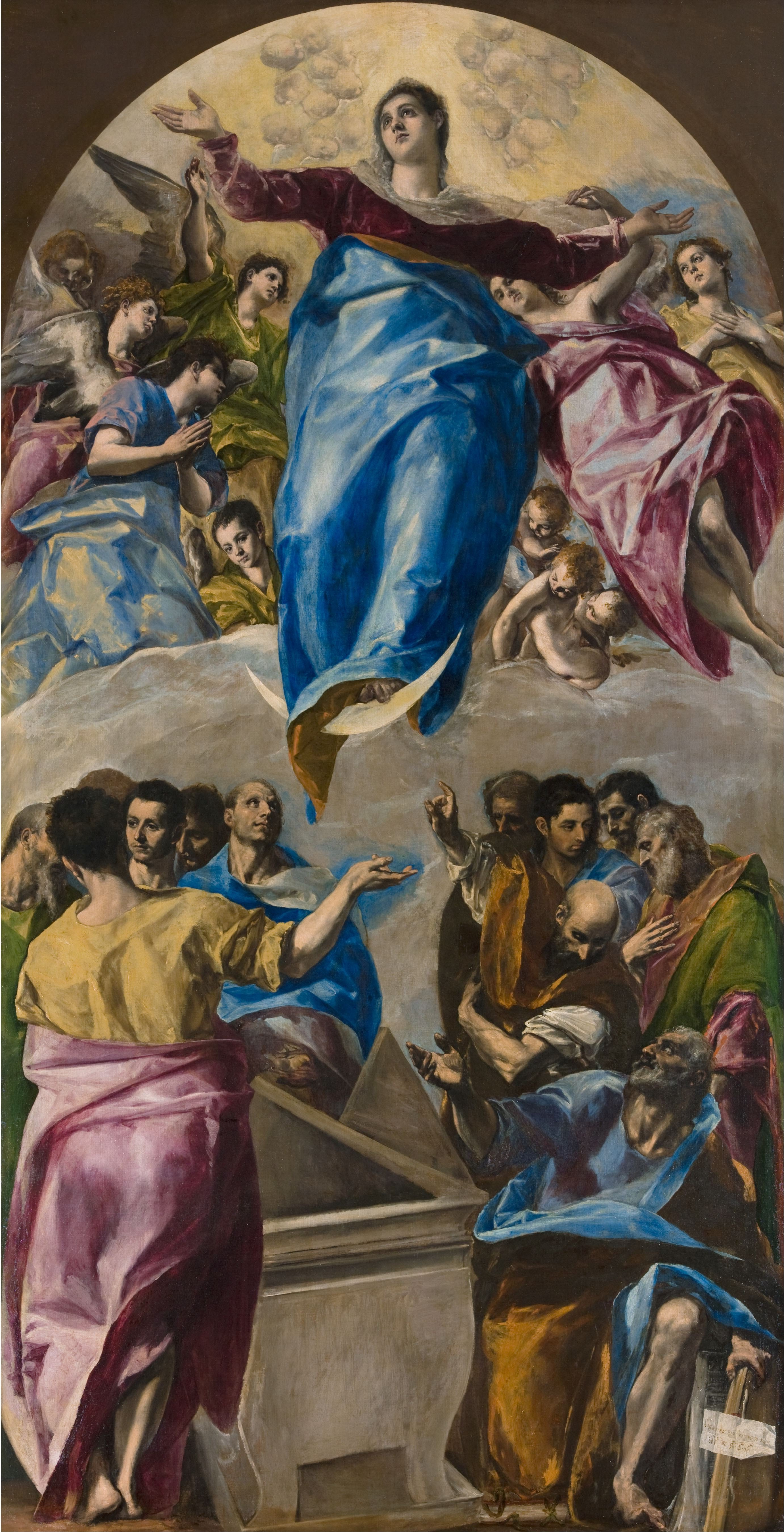
Himmelfahrtsmadonna von El Greco, ca. 1577–79, Santo Domingo el Antiguo in Toledo
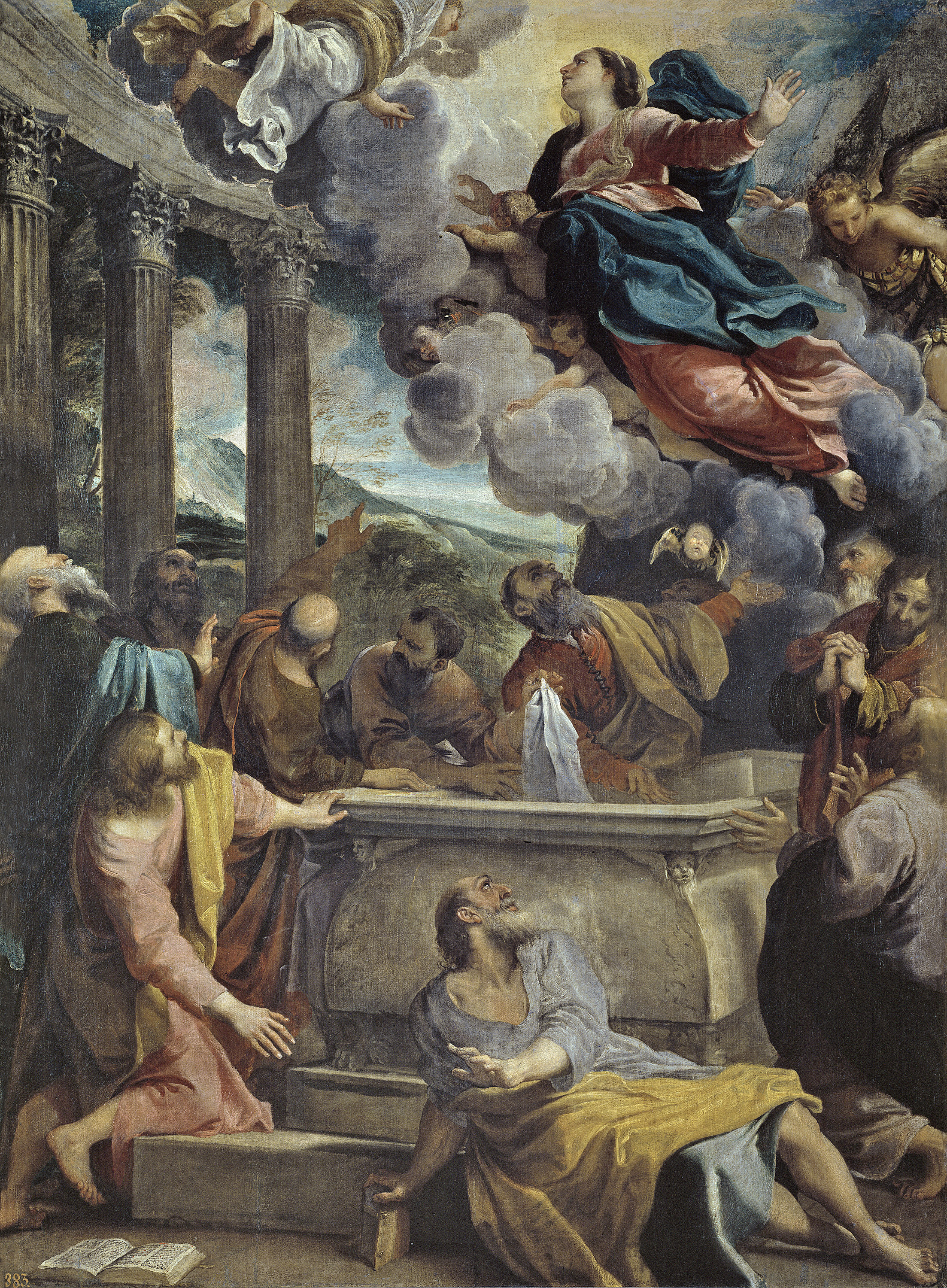
Assunta von Annibale Carracci, 1590, Museo del Prado in Madrid
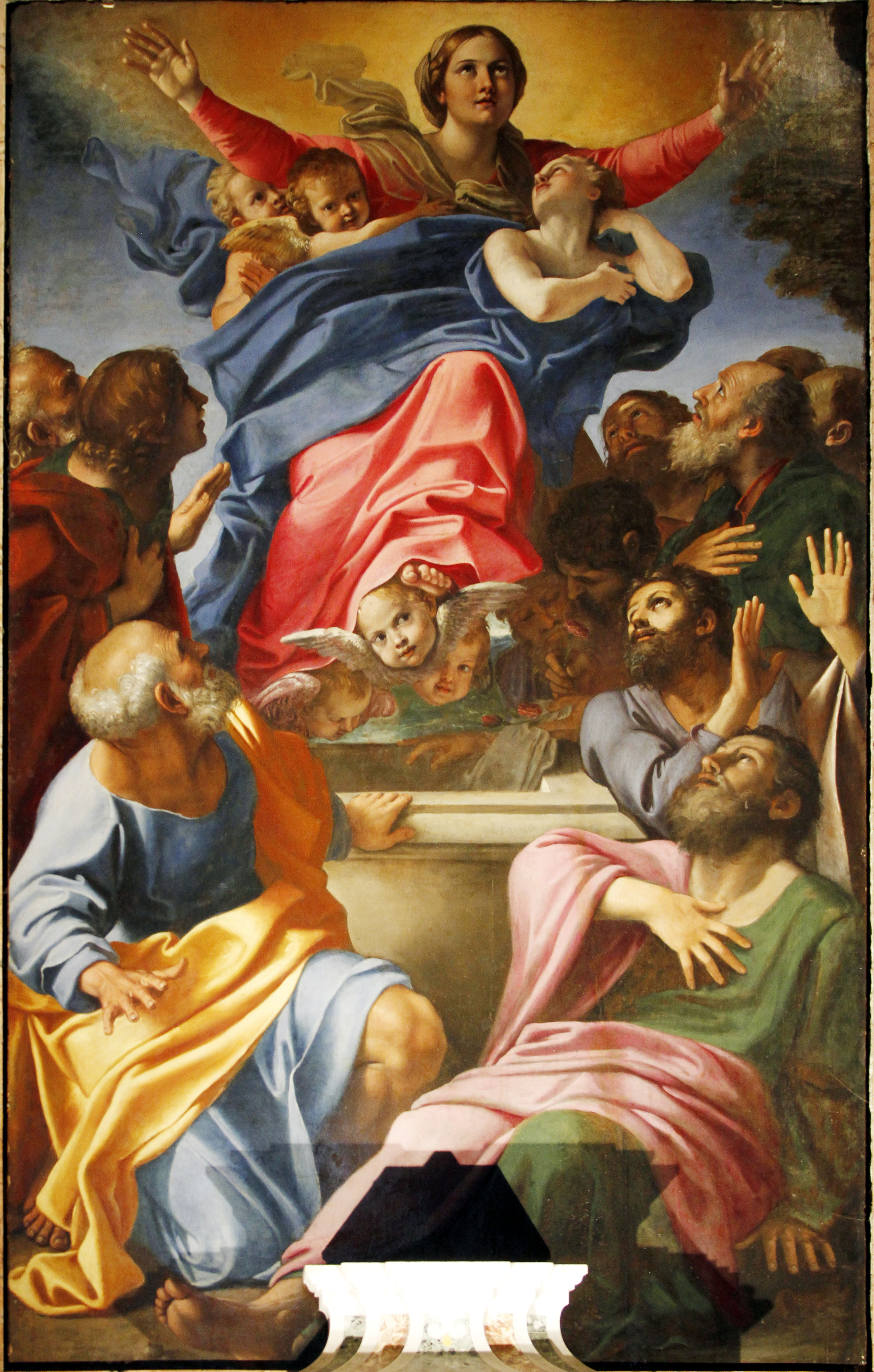
Assunta von Annibale Carracci, 1600–01, Cerasi-Kapelle in Santa Maria del Popolo in Rom
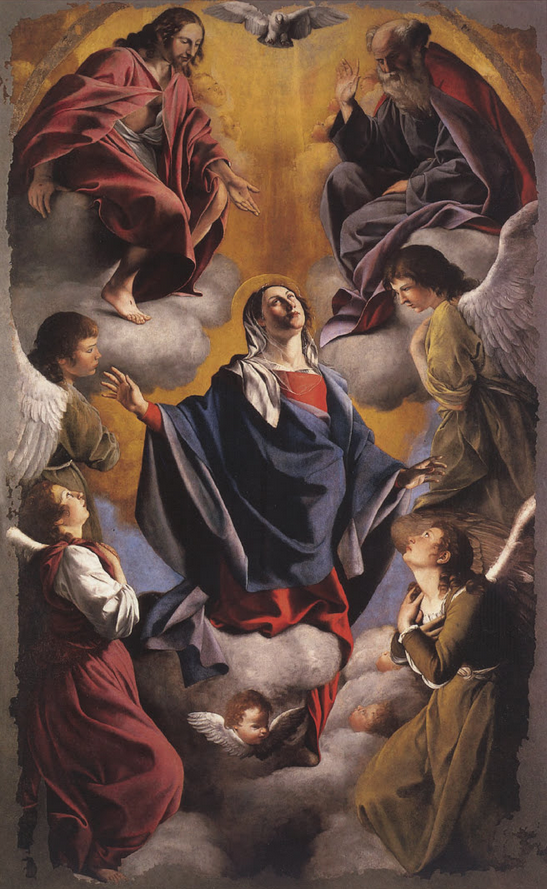
Assunta von Orazio Gentileschi, 1605–1608, Museo Civico d’Arte Antica in Turin
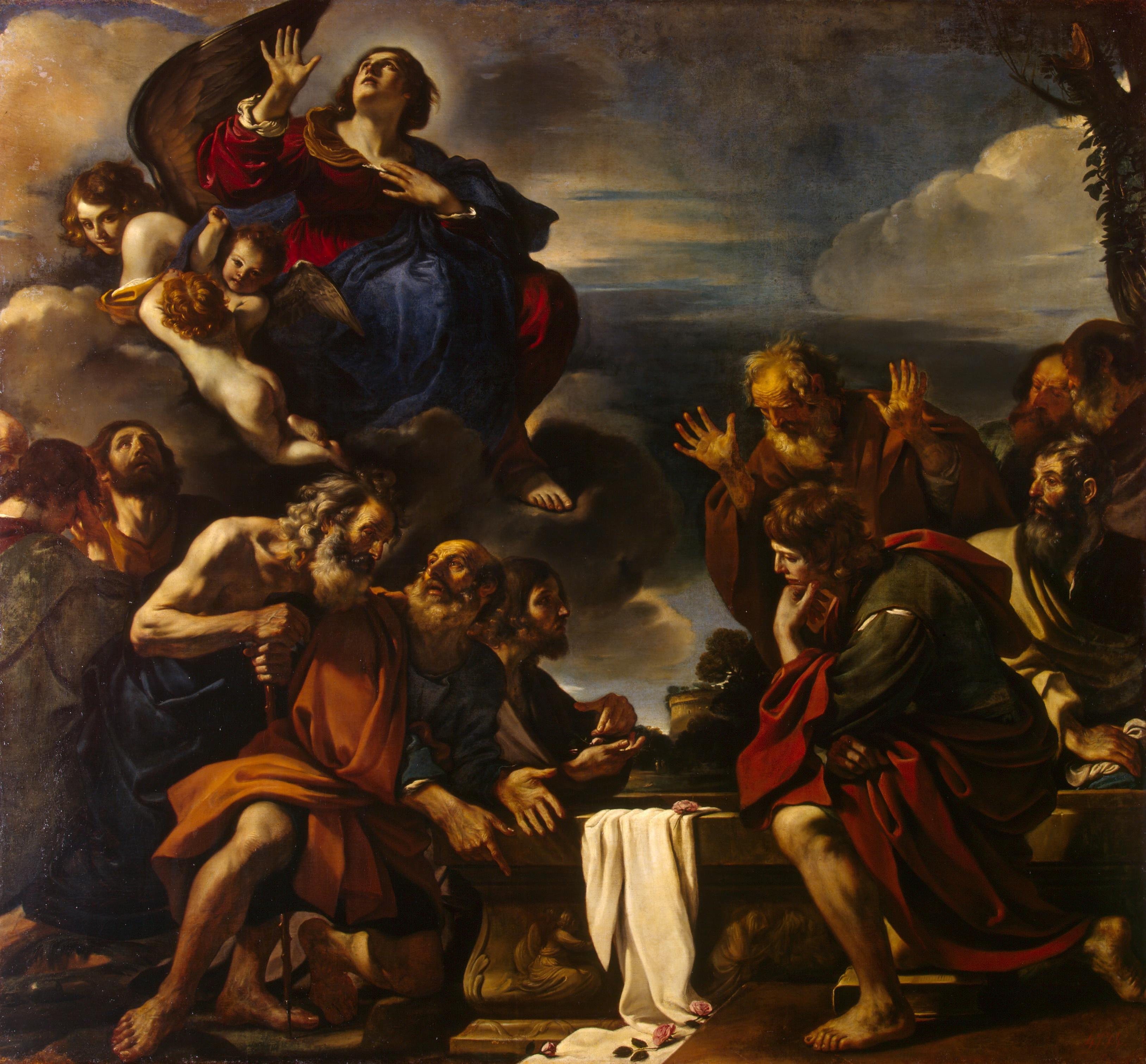
Assunta von Guercino, 1623, Eremitage Museum in Saint Petersburg
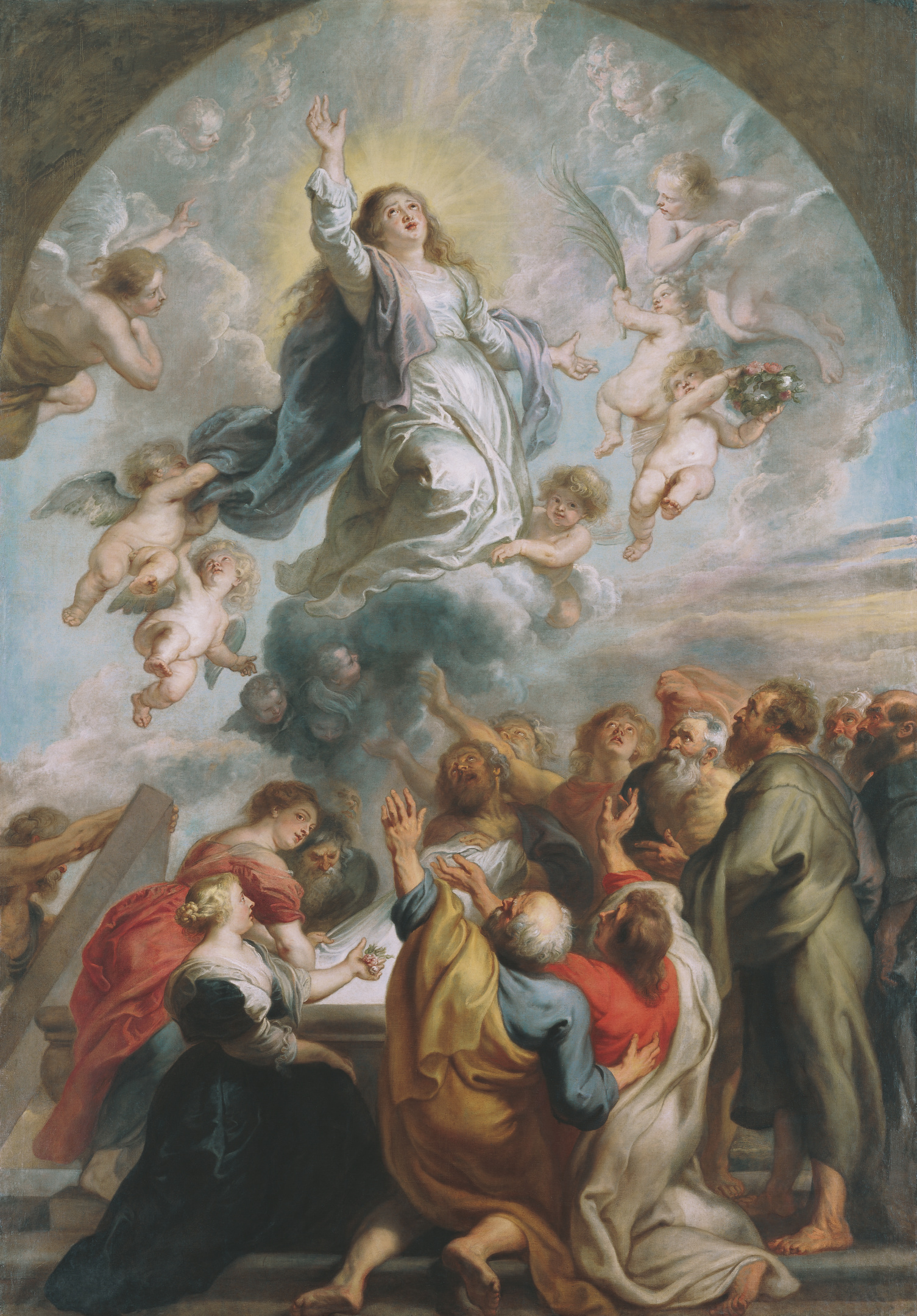
Himmelfahrtsmadonna von Peter Paul Rubens, 1637, Stadtpalais Liechtenstein in Wien
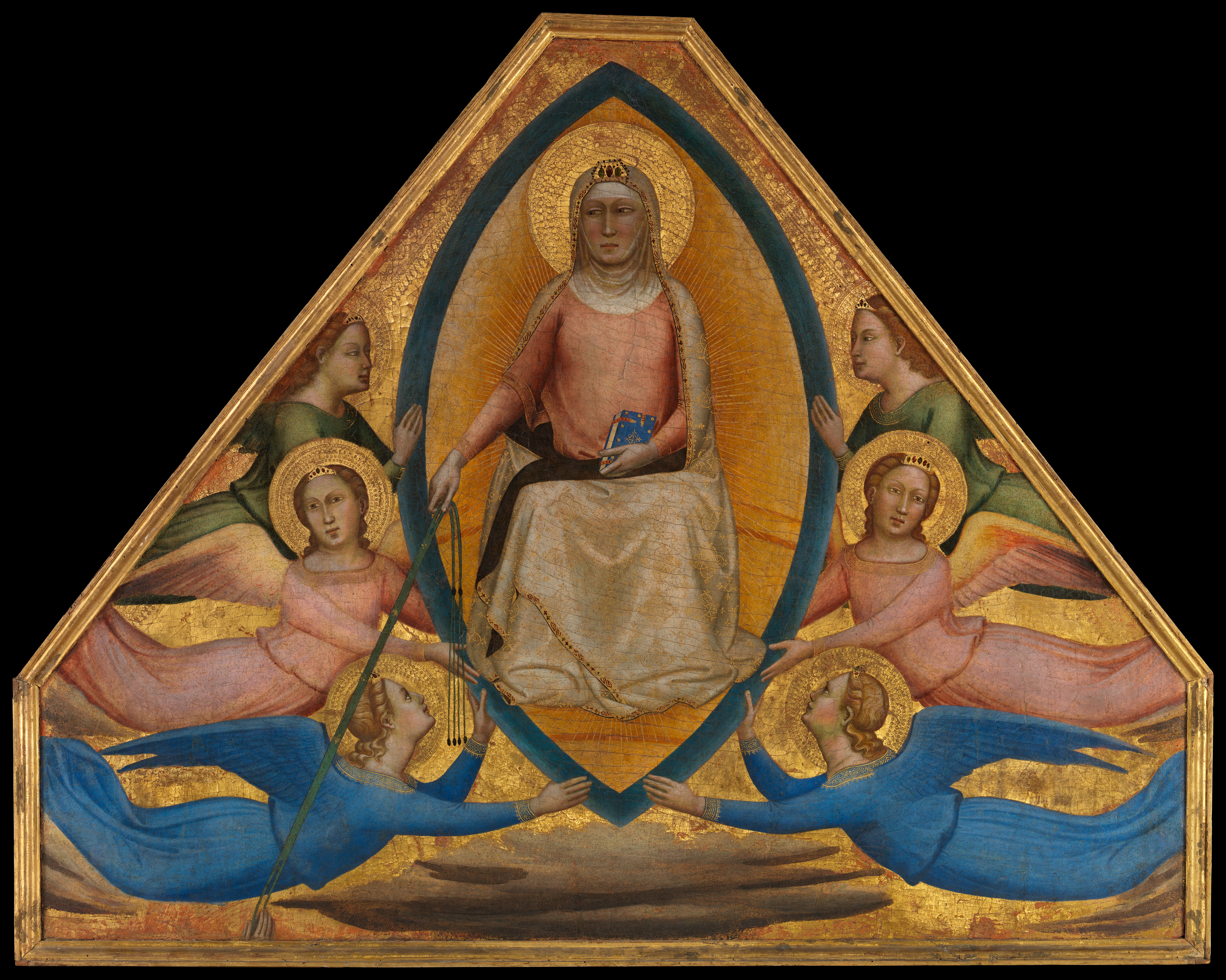
Assunta von Bernardo Daddi, ca. 1337–39
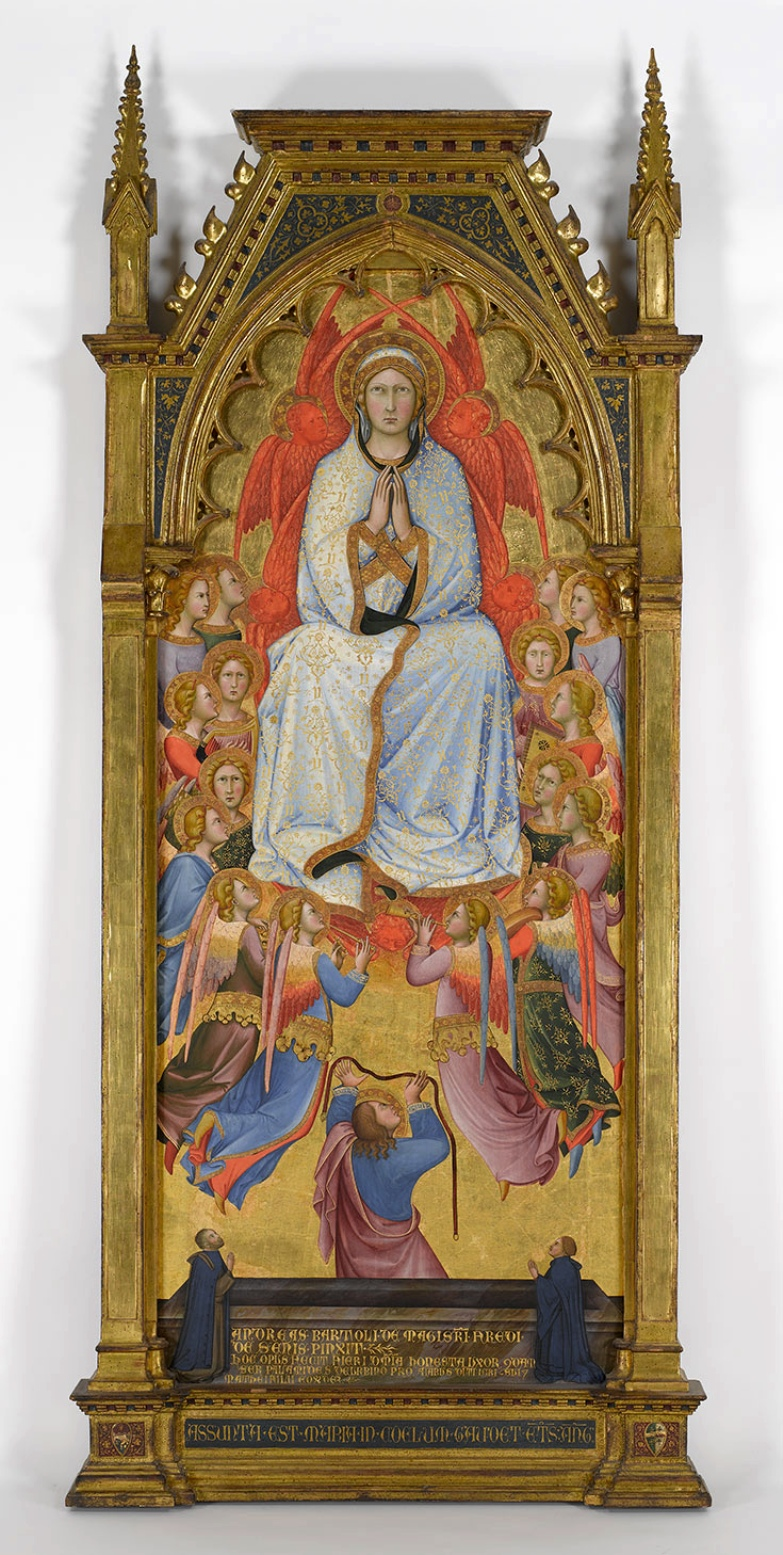
Himmelfahrtsmadonna mit hl. Thomas und zwei Spendern von Andrea di Bartolo, ca. 1390, Virginia Museum of Fine Arts
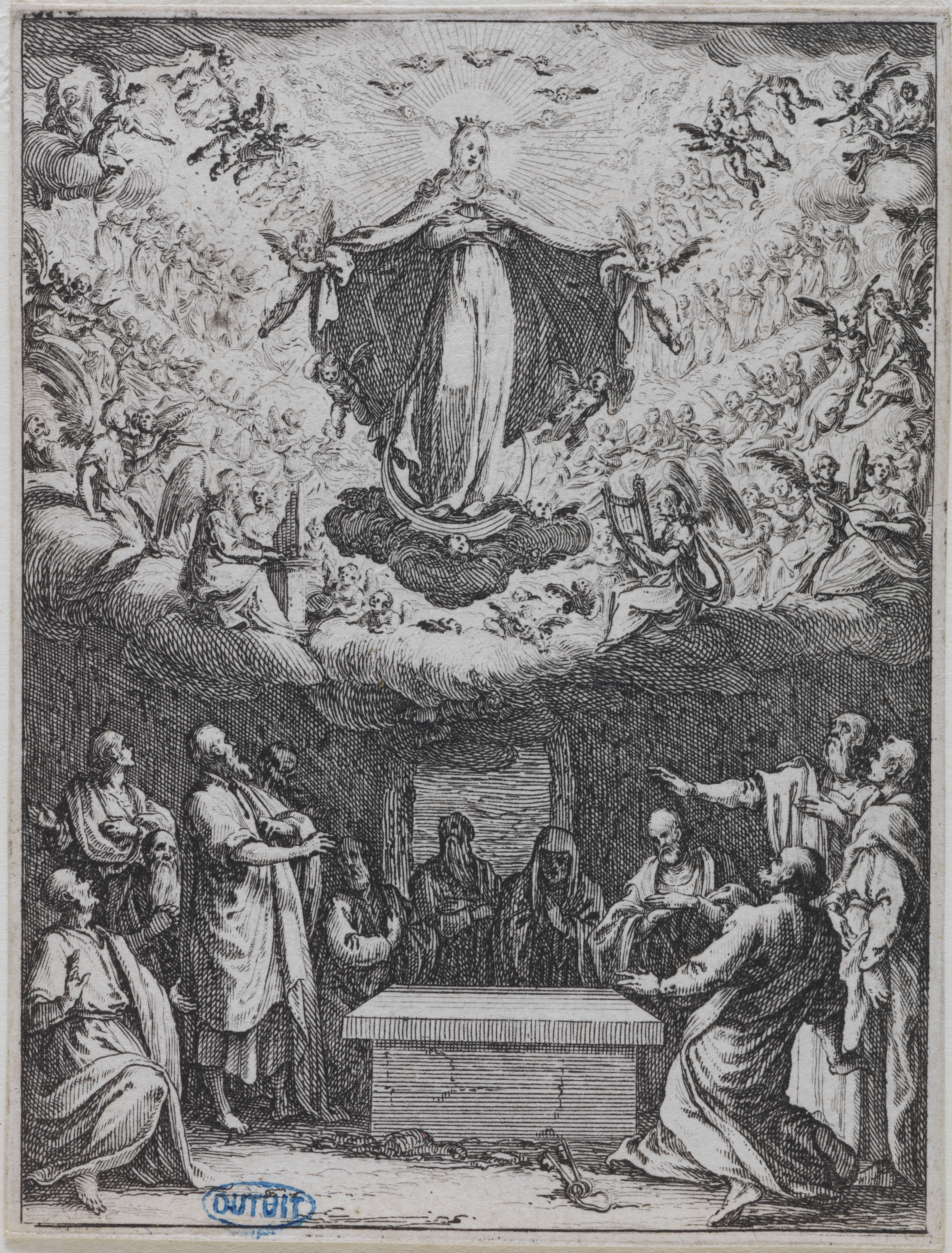
L’Assomption von Jacques Callot, 1. Hälfte 17. Jhdt.
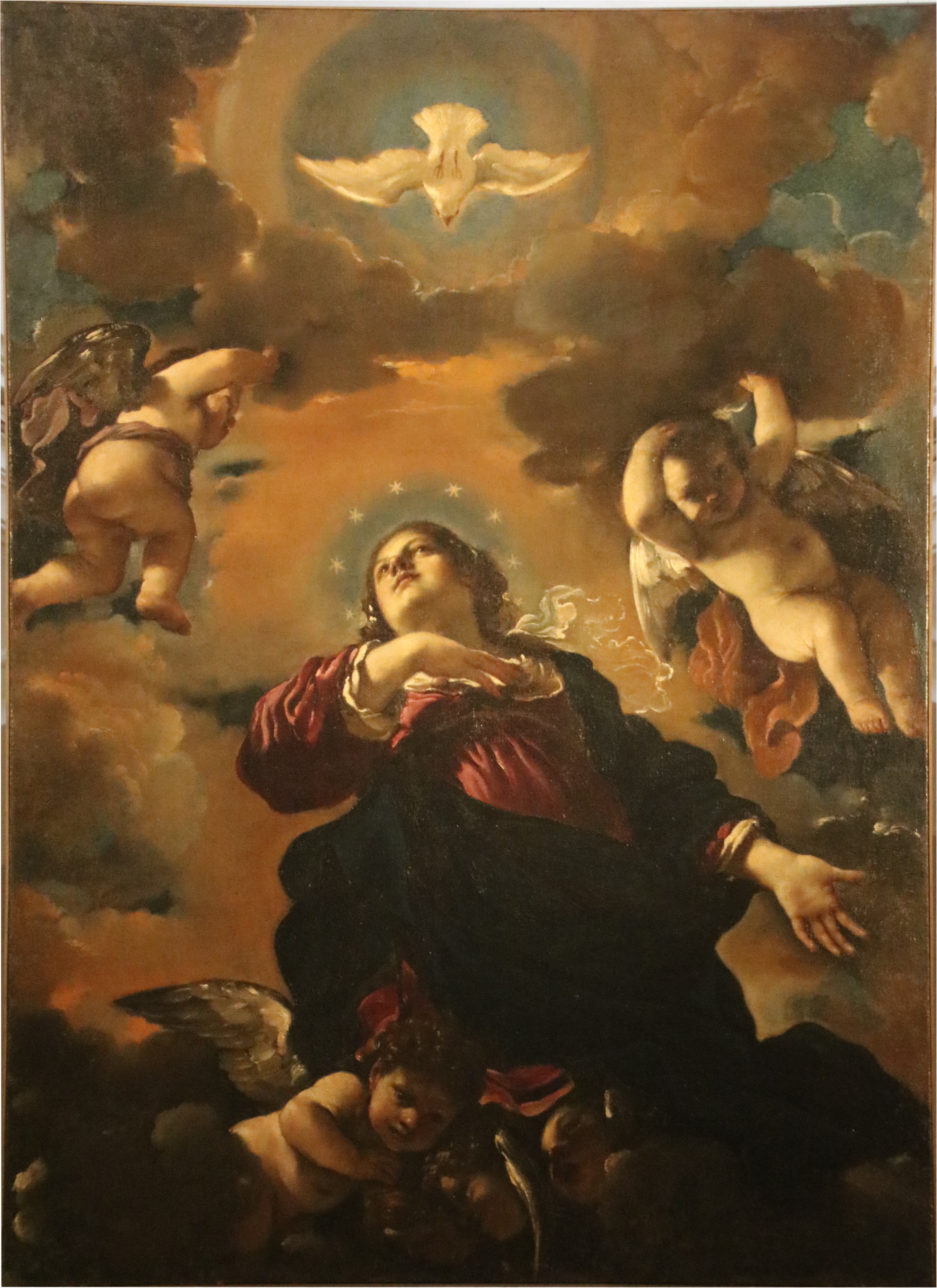
Assunta von  Giovanni Francesco Barbieri Guercino, 1620
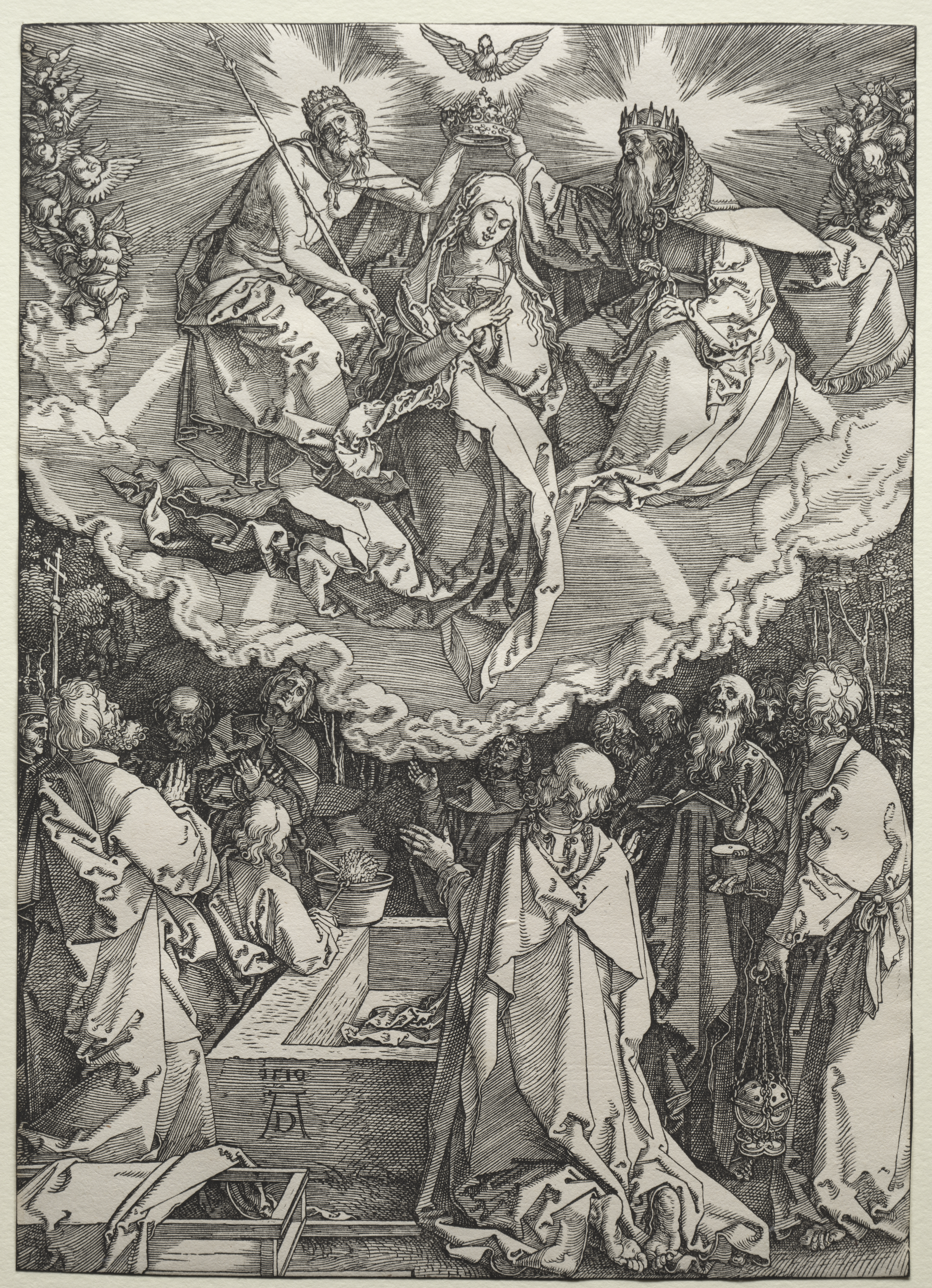
Himmelfahrt und Krönung Mariens, Holzschnitt von Albrecht Dürer, 1510
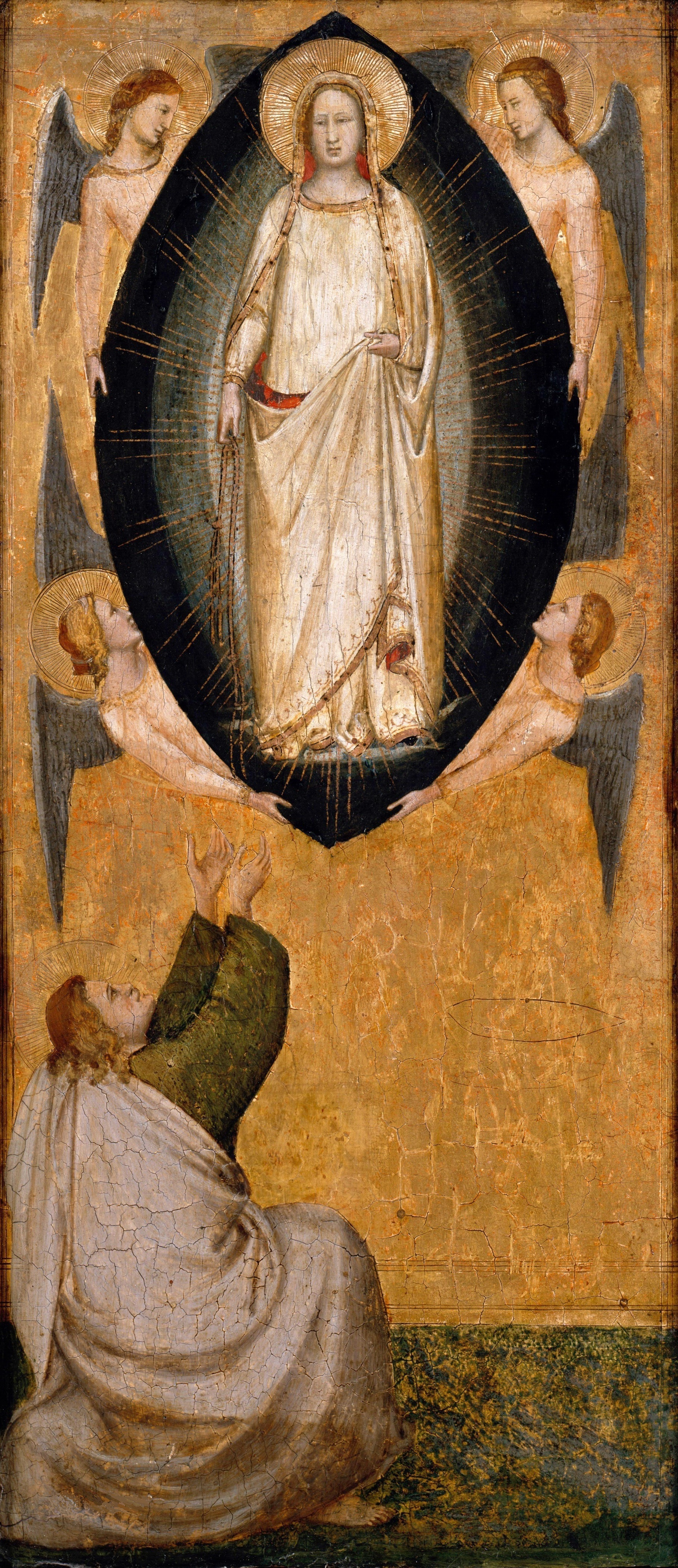
Der Apostel Thomas empfängt den heiligen Gürtel von Maso di Banco, 1337–1339, Staatliche Museen Berlin
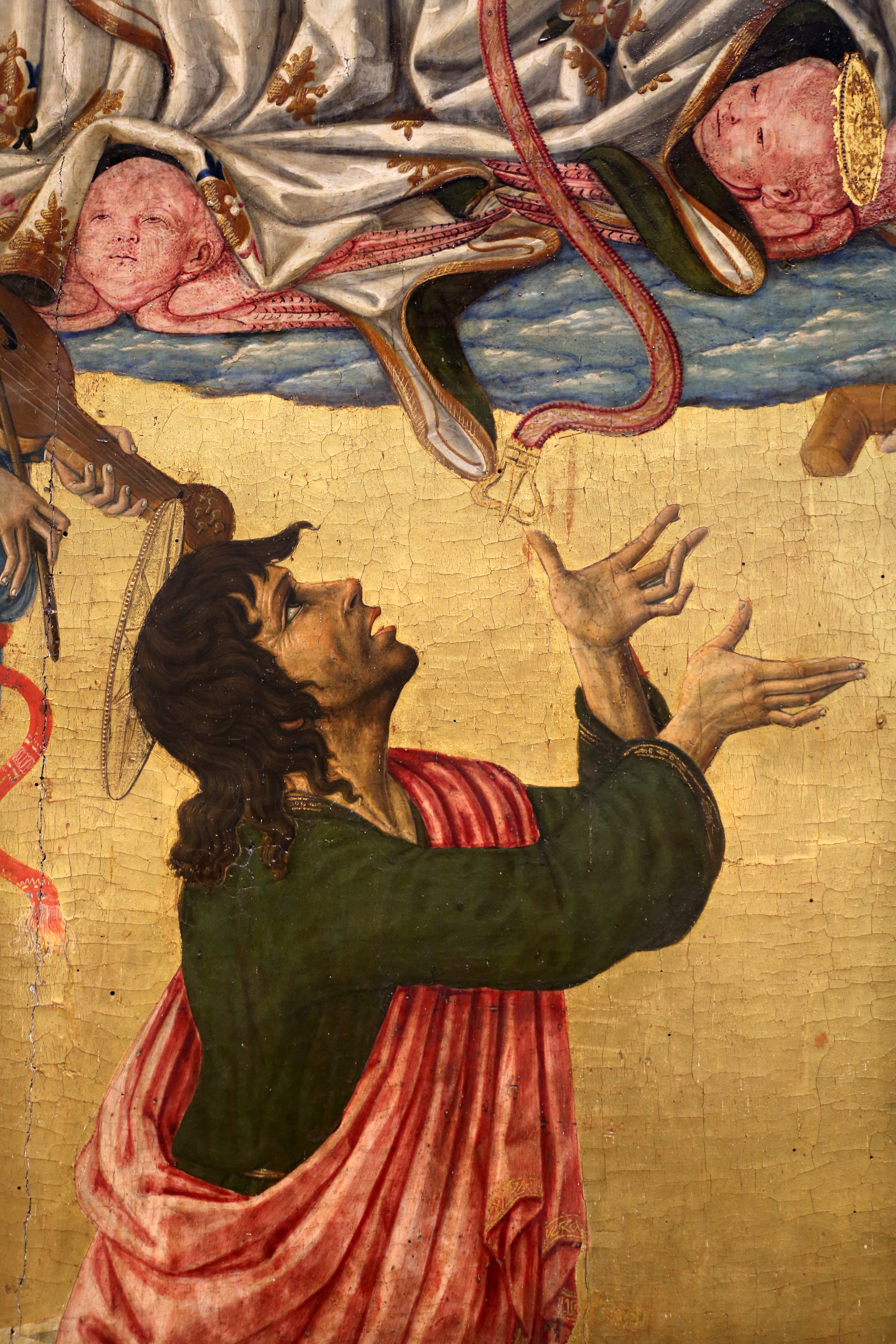
Der Apostel Thomas empfängt den heiligen Gürtel (Detail) von Matteo di Giovanni, ca. 1474, National Gallery, London
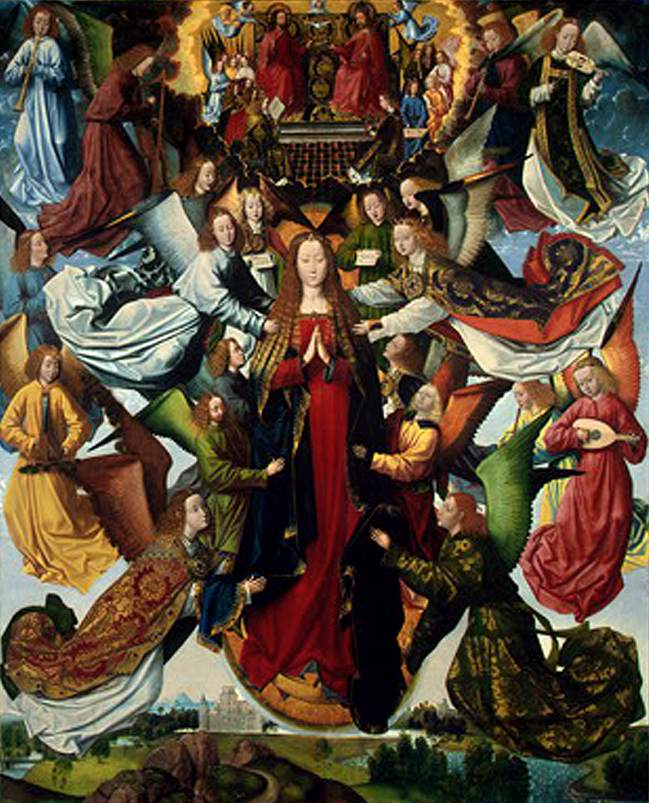
Himmelfahrtsmadonna vom Meister der Lucialegende, 1485
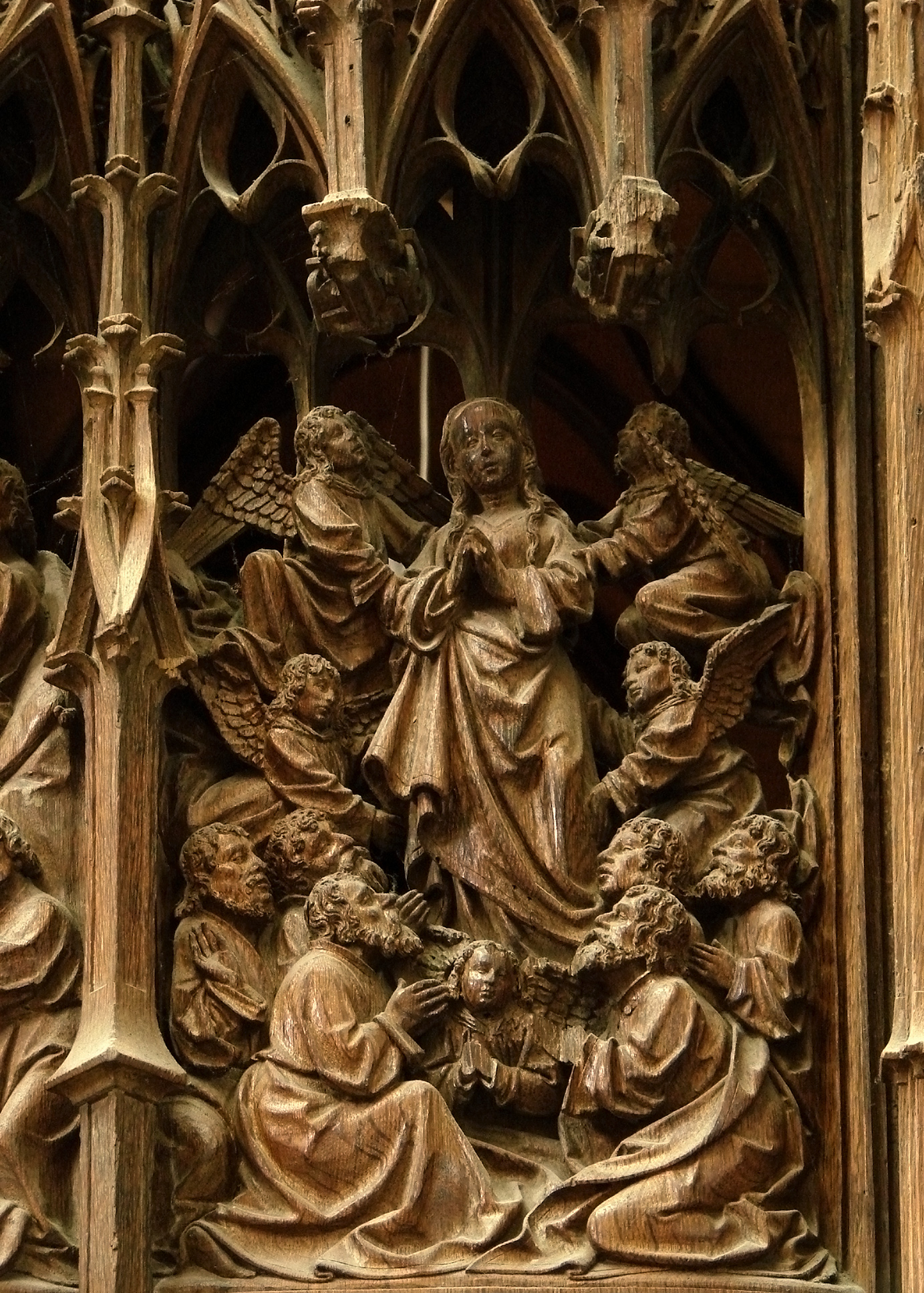
Relief mit Mariä Himmelfahrt an einem Chorstuhl in der Kathedrale von Amiens, 1508–1519
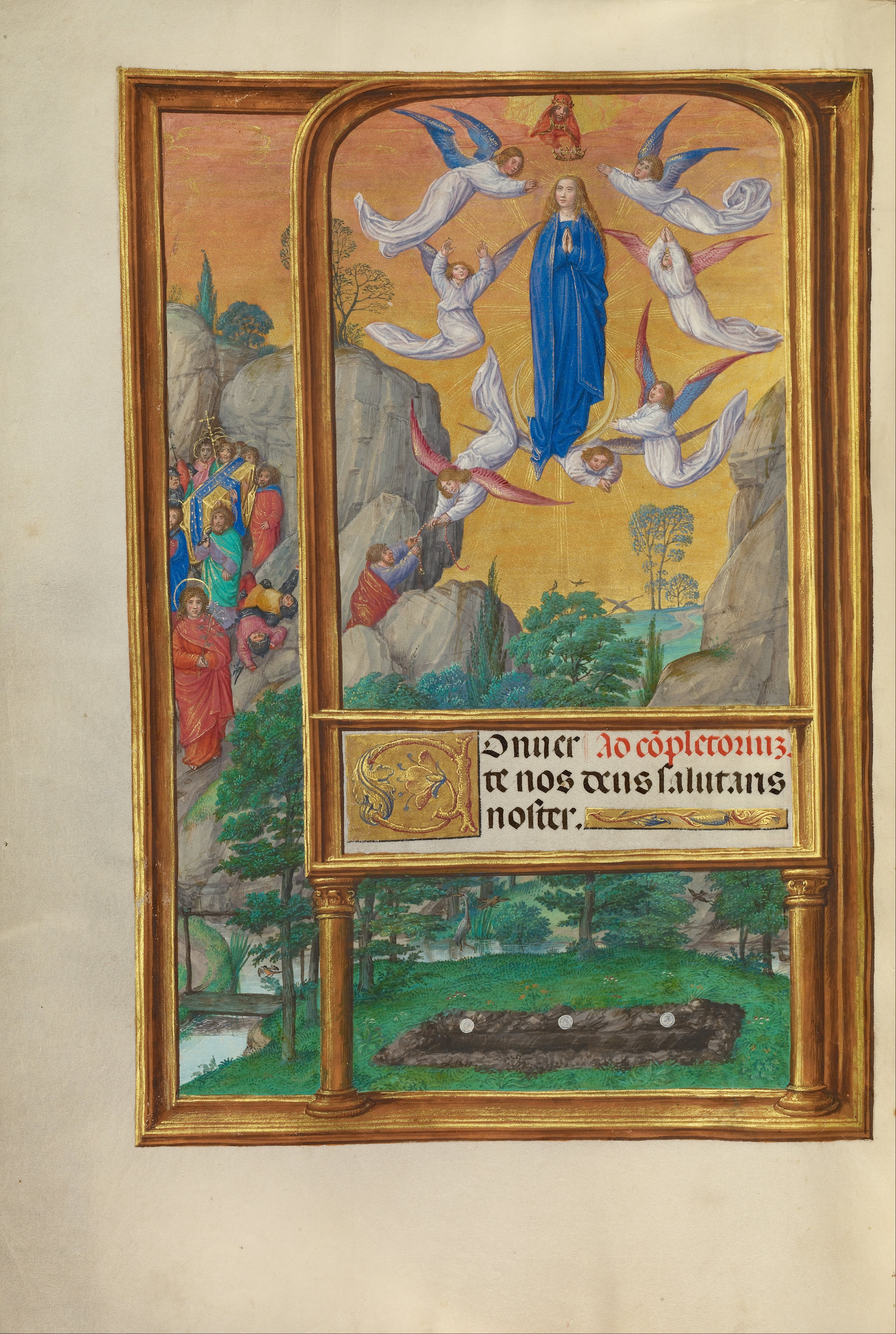
Himmelfahrtsmadonna, Miniatur des niederländischen Meister Jakobs IV. von Schottland, 1510er Jahre
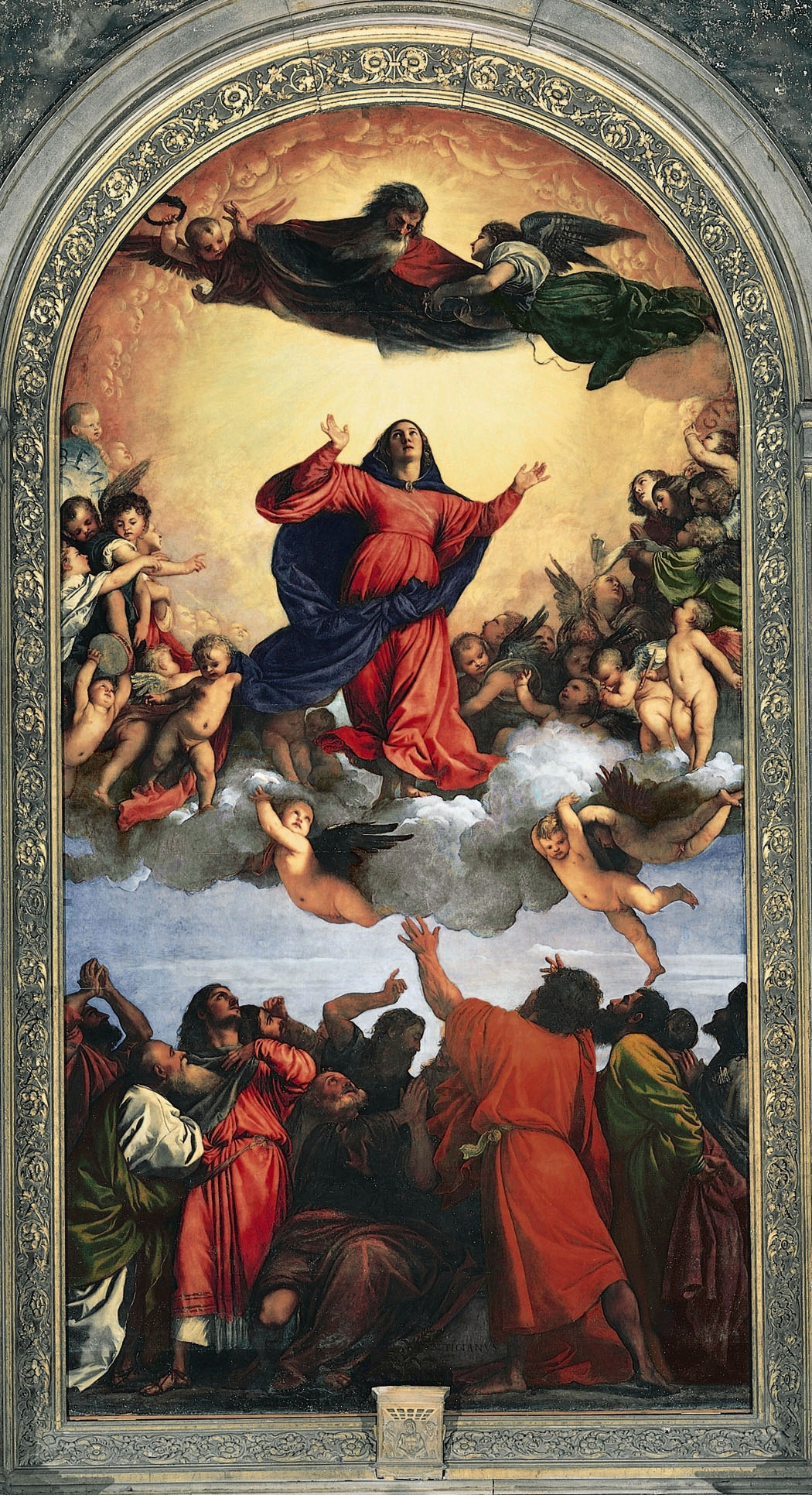
Assunta von Tizian Hochaltar für St. Maria Gloriosa dei Frari in Venedig, 1516
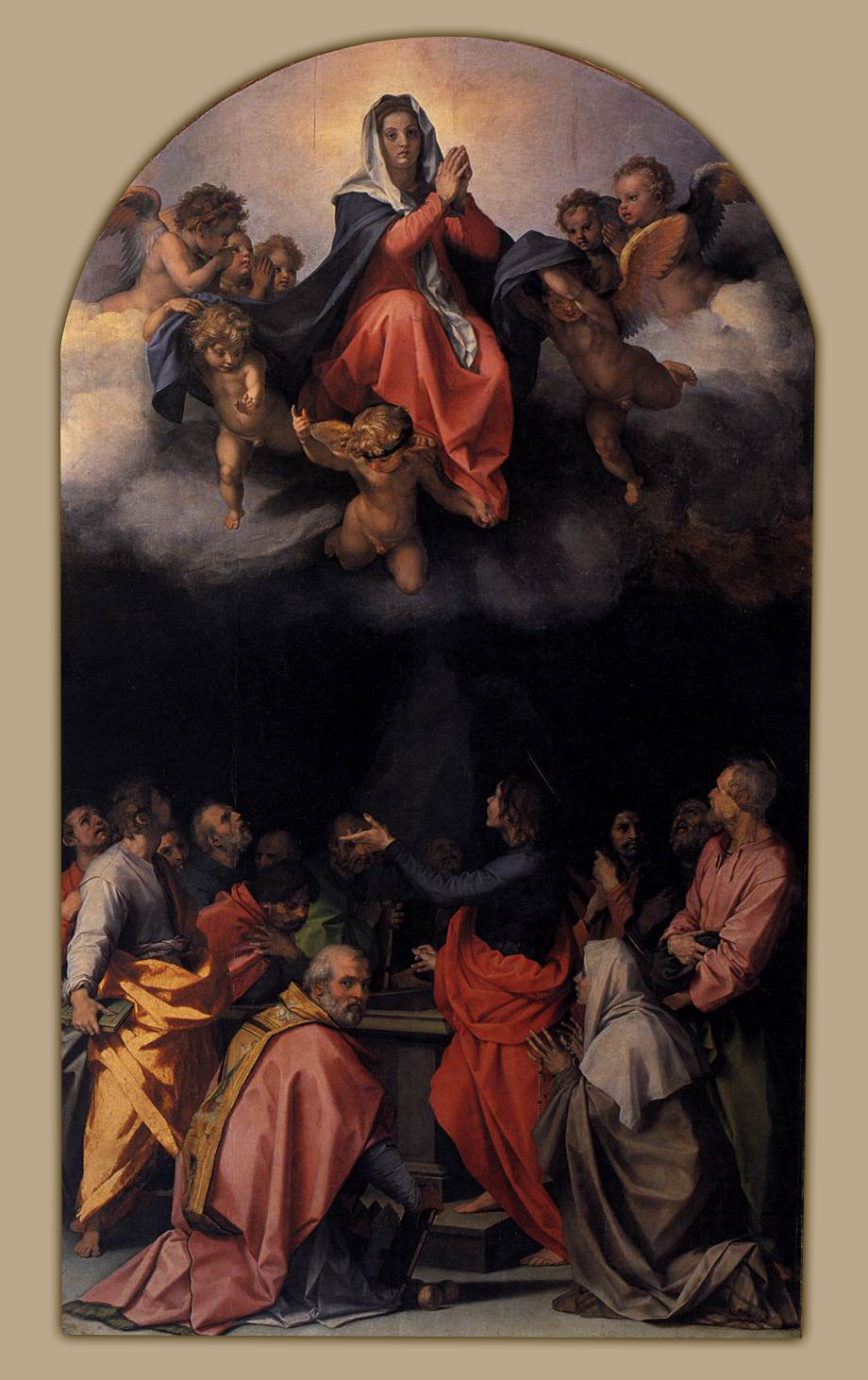
Assunta von Andrea del Sarto, 1526
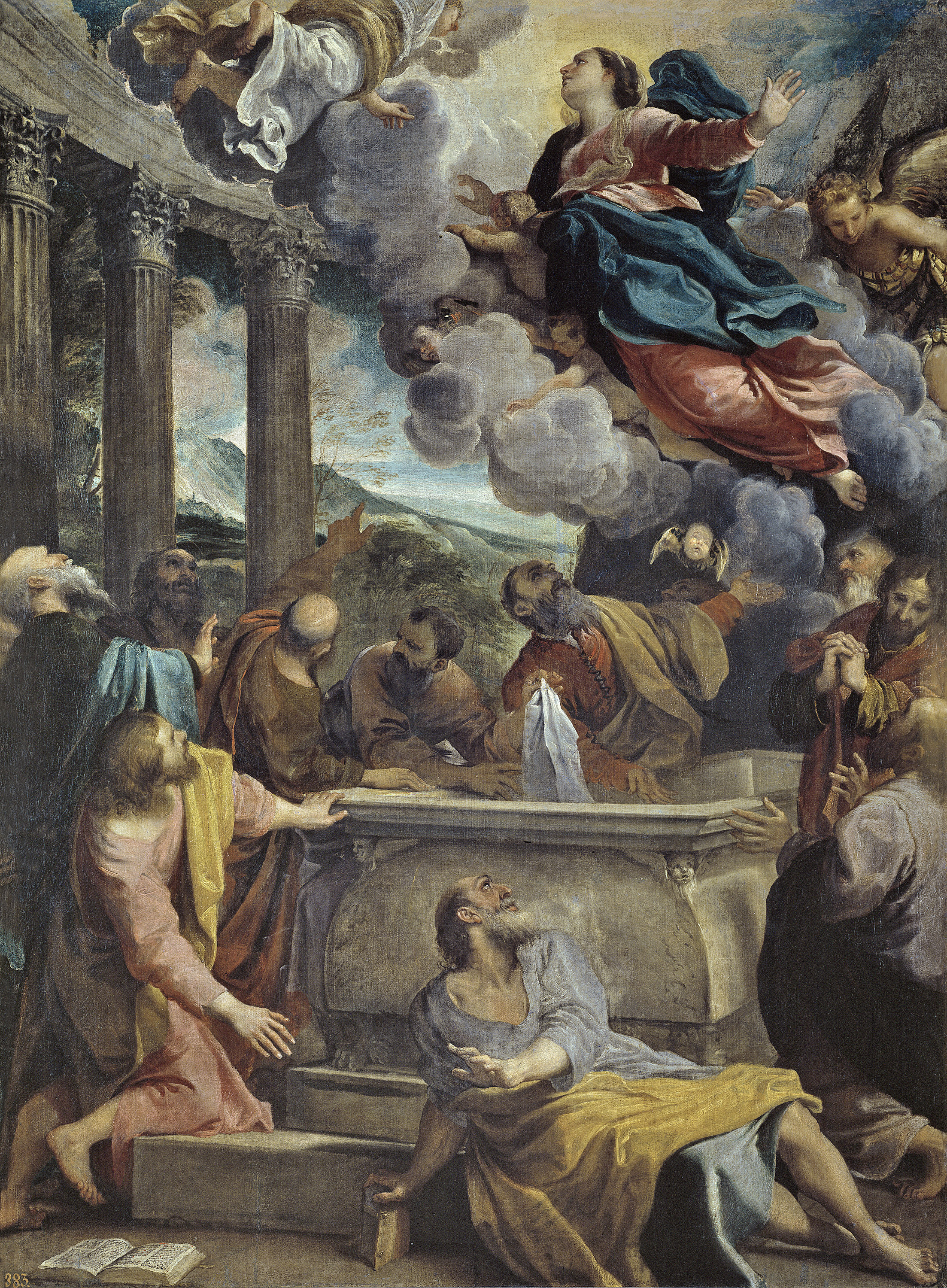
Assunta von Annibale Carracci, ca. 1590
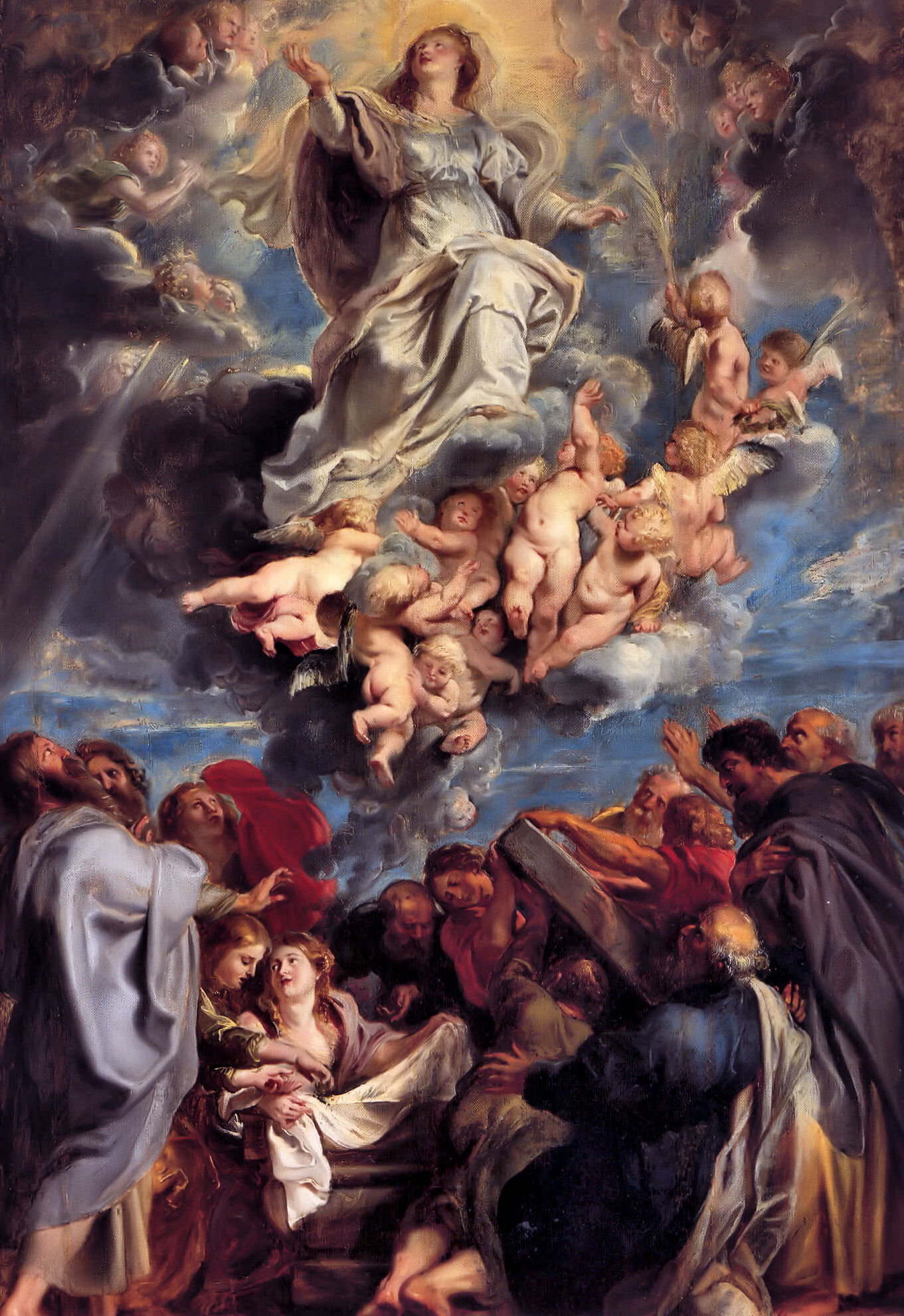
Aufnahme der göttlichen und heiligen Jungfrau Maria in den Himmel von Peter Paul Rubens, 17. Jhdt.
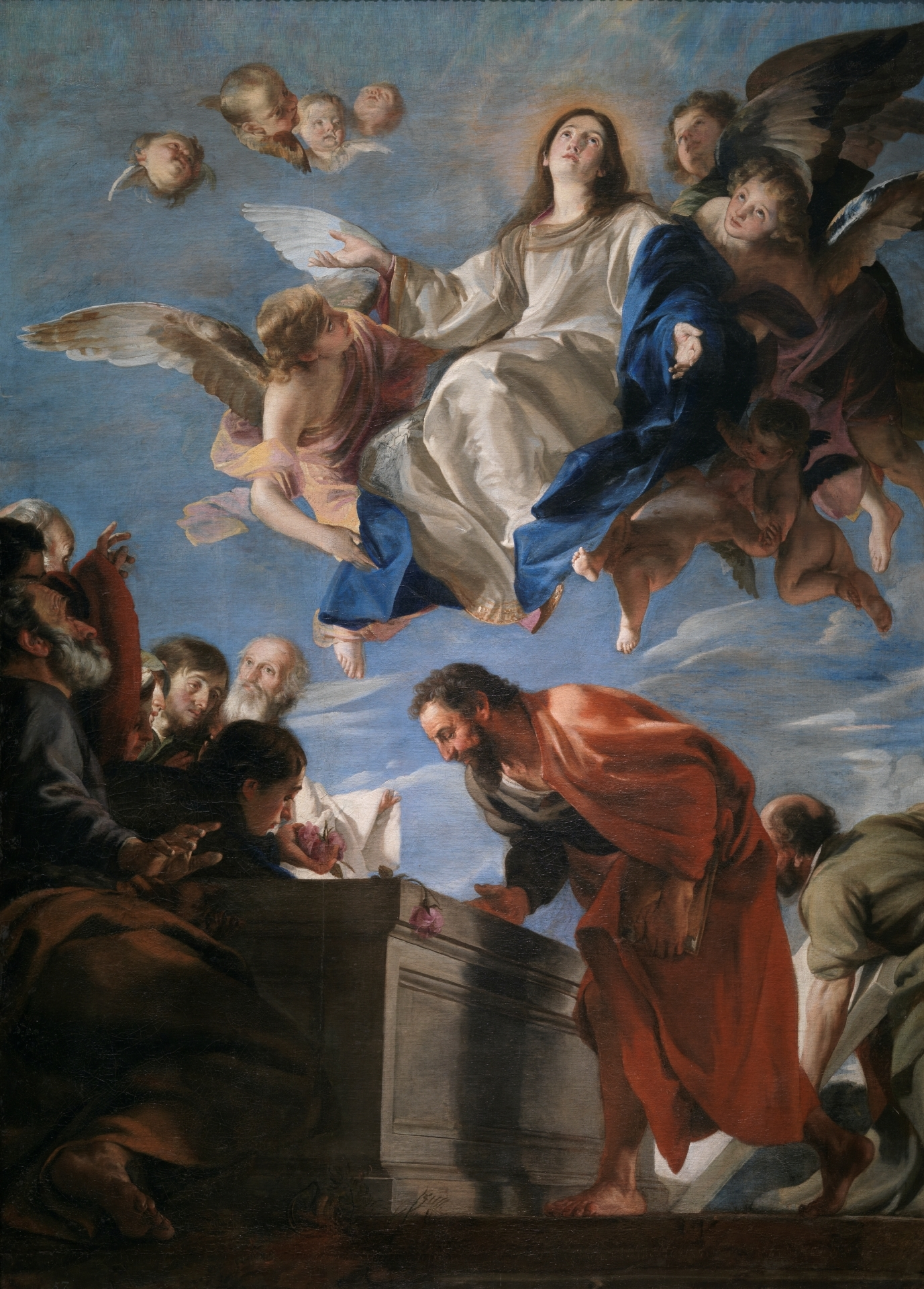
Himmelfahrtsmadonna von Juan Martín Cabezalero Assumption of the Virgin, ca. 1665
Himmelfahrtsmadonna von Wilhelm Hauschild, Deckengemälde der Kirche Lochen, 19. Jhdt.

## Liste weiterer „marianischer“ Themen
- Mariä Empfängnis
- Mariä Verkündigung
- Jesu Geburt
- Maria lactans
- Flucht nach Ägypten
- Anna selbdritt
- Muttergottesbild
- Mater Dolorosa
- Pietà
- Dormitio (Kunst)
- Mariä Krönung
- Schutzmantelmadonna